# True Blue (canción)
«True Blue» es una canción interpretada por la cantante estadounidense Madonna, incluida en su tercer álbum de estudio, también titulado True Blue (1986). Compuesta y producida por Madonna y Stephen Bray, toma su nombre de una de las expresiones favoritas del actor Sean Penn, entonces esposo de la cantante, que solía utilizarla para describir a aquellas personas que consideraba «extremadamente fieles». Madonna, que nunca había oído dicha expresión hasta que lo conoció, se sentía muy enamorada en ese momento y escribió la letra para expresar sus sentimientos hacia Penn, a quien dedicó el tema y el álbum completo. Junto con Bray, trabajó en la composición y producción en el estudio que este último había construido en su apartamento en Brooklyn durante el otoño boreal de 1985.
De géneros pop y doo wop, «True Blue» rinde homenaje a los grupos femeninos de R&B de la Motown de los años 1960, que Madonna solía escuchar de pequeña, con principales influencias de The Shirelles y The Ronettes, antecedentes directos del sonido de la artista, y de manera particular a éxitos como «Chapel of Love» de The Dixie Cups. La letra, descrita como una «carta de amor musical» a Penn, trata sobre la fidelidad y expresa los sentimientos y el compromiso de la cantante hacia él. Las compañías Sire y Warner Bros. Records la publicaron como el tercer sencillo del disco el 15 de septiembre de 1986 en el Reino Unido, mientras que en los Estados Unidos y en el resto de los mercados europeos salió a la venta dos semanas después. Para acompañar su lanzamiento físico, el DJ Shep Pettibone produjo una remezcla titulada «The Color Mix».
En términos generales, obtuvo reseñas favorables de críticos y periodistas musicales, quienes elogiaron la composición, el registro vocal de Madonna y la influencia de la música de los años 1960. Además, fue incluida en el 258.º puesto de los 1001 mejores sencillos de la historia, según el crítico Dave Marsh, y figuró en múltiples listas de las canciones más destacadas de la cantante. Desde el punto de vista comercial, alcanzó la primera posición en Canadá, Dinamarca, el Reino Unido —donde se convirtió en su tercer número uno— y Singapur, y ocupó los diez primeros en otros mercados musicales. En los Estados Unidos, ocupó la tercera posición del Billboard Hot 100, lo que representó su noveno sencillo consecutivo en ubicarse entre los cinco primeros del conteo, un récord entre artistas femeninas compartido en ese momento con Donna Summer.
Se realizaron dos vídeos musicales para «True Blue»: la versión internacional o europea, dirigida por James Foley, muestra a Madonna con una apariencia nueva, más tradicional y clásica, y tiene lugar en un plató con un fondo azul, un escenario que representa una época «más inocente» propia de los años 1950. Para los Estados Unidos, la cantante se asoció con MTV para patrocinar Make My Video Contest, un concurso en el que se invitaba a sus fanáticos a crear sus propios cortometrajes de «True Blue». Hubo más de tres mil concursantes y un jurado eligió a diez finalistas, cuyas cintas fueron transmitidas por la cadena. Los ganadores, Ángel Gracia y Cliff Guest, recibieron de parte de la artista un cheque por haber obtenido el primer lugar y su proyecto, que pasó a ser el videoclip oficial en EE. UU., estuvo entre los más reproducidos con mayor frecuencia del canal.
«True Blue» formó parte de la segunda gira de Madonna, Who's That Girl World Tour (1987), en un número que recreó el vídeo internacional e incorporó una coreografía con el bailarín Shabba Doo. Tras su divorcio con Penn a finales de la década de 1980, la artista no volvió a interpretar la canción por casi treinta años, hasta que se incluyó en el repertorio de su décima gira, Rebel Heart Tour (2015-2016). Para esta ocasión, cantó una versión acústica con el ukelele acompañada de sus coristas y bailarines en un decorado similar a una gasolinera. Tras su lanzamiento, múltiples artistas grabaron versiones del tema, tales como las taiwanesas Tracy Huang y Sally Yeh, la malasia Fauziah Latiff y la británica Amelia Fletcher, así como la banda estadounidense Digger, mientras que otras reinterpretaciones figuraron en álbumes tributo a Madonna.

## Antecedentes

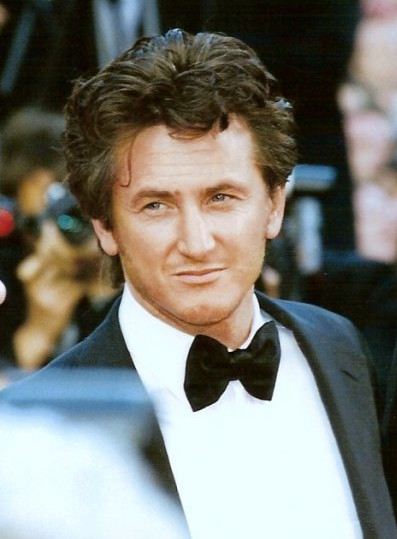
El actor Sean Penn, entonces esposo de Madonna, sirvió de inspiración para «True Blue»

En febrero de 1985, durante el rodaje del videoclip de «Material Girl», Madonna conoció al actor estadounidense Sean Penn en los estudios Ren-Mar, ubicados en Los Ángeles. En ese momento, Penn era considerado una de las «mayores promesas de Hollywood», aunque también se le conocía por un temperamento «explosivo» y por mantener su vida personal en «extremo» privado. Poco tiempo después, iniciaron una «apasionada» relación que los medios calificaron como «la pareja más célebre y explosiva del momento»; en palabras del actor: «Lo admito, yo era un listillo. Y ella también lo era. Fue como una relación hecha en el cielo, dos listillos enfrentándose juntos a la vida. Qué romántico». La artista, que había admirado su trabajo, expresó que tenían «tanto en común que es casi como mi hermano. Es muy inteligente y sabe mucho». El 16 de agosto de ese año, día del 27.º cumpleaños de la cantante, ambos contrajeron matrimonio.
Penn fue la principal inspiración de True Blue, el tercer trabajo discográfico de Madonna publicado en 1986; en los créditos, recibió uno de los «agradecimientos especiales» y la cantante le dedicó el disco, al describirlo como el «chico más genial del universo». Para el material, colaboró con Patrick Leonard, quien había sido el director musical de su primera gira, The Virgin Tour (1985), y con Stephen Bray, expareja de la artista y baterista del grupo de new wave Breakfast Club, del que ella había sido integrante antes de emprender su carrera solista. Bray ya había trabajado en su anterior álbum de estudio, Like a Virgin (1984), así como en «Into the Groove», por lo que ambos conocían sus gustos y «fortalezas musicales», de manera que crearon canciones de ritmo rápido con una «sensibilidad comercial» clásica para las radios. Madonna vio las ideas que tenía en mente «plenamente reflejadas» y pudo explorar y superarse a sí misma; así, su colaboración produjo cuatro canciones —«Papa Don't Preach», «Where's the Party», «Jimmy Jimmy» y «True Blue»— las cuales se distinguían entre sí en estilo y enfoque.

## Desarrollo y grabación

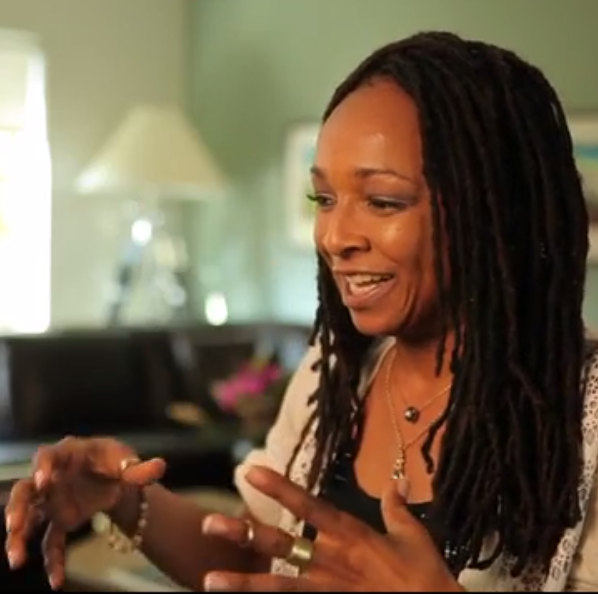
Siedah Garrett participó en la grabación de «True Blue» como una de las coristas

Madonna, que ya estaba casada con Penn cuando empezó a trabajar en el disco, compuso «True Blue» en una época de «pura felicidad» para expresar sus sentimientos de enamoramiento, y decidió nombrar el álbum en honor a la canción. Bray comentó que se sentía «muy enamorada» en ese momento, razón por la que escribía canciones de amor. El título proviene de una de las expresiones favoritas del actor, que solía utilizarla «todo el tiempo» para describir a las personas que eran «extremadamente fieles»; de hecho, traducido al español, significa «fiel» o «leal», una frase que, según la historiadora Mary Gabriel, tenía un toque «muy de los años cincuenta». La cantante, que nunca había oído dicha expresión hasta que lo conoció, le dedicó el tema y lo describió como un homenaje a su «visión tan pura del amor».
Junto con Bray, trabajó en la composición y producción en el otoño boreal de 1985, en el estudio que este último había construido en su apartamento en Brooklyn. Ambos adoraban el sonido pop de la «vieja escuela» y fue esa una de las mayores razones por las que, según el productor, habían congeniado. A finales de la década, Madonna se divorciaría de Penn, aunque seguiría recordando la canción «con cariño»; en 1998, cuando un entrevistador le preguntó qué le recordaban las palabras true blue, respondió: «Romance». Años más tarde, en 2015, aseguró que, si bien trataba sobre «el amor verdadero», no sabía a qué se estaba refiriendo realmente cuando escribió la letra, dado que era un tema «del que creía saber mucho, pero siempre se equivocaba».
Si bien Madonna y Bray trabajaron en Brooklyn, la grabación de la canción tuvo lugar en los estudios Channel Recording (Los Ángeles) durante las sesiones de True Blue, que habían iniciado a finales de 1985 y continuaron durante los siguientes cuatro meses. El productor tocó la batería y los teclados, en tanto que Bruce Gaitsch la guitarra rítmica y Madonna, Siedah Garrett y Edie Lehmann hicieron los coros. La cantante se había puesto en contacto con el músico Fred Zarr, con quien había trabajado en su primer álbum de 1983, y le solicitó que participara en la grabación de esta y otras canciones del material; en el caso de «True Blue», proporcionó teclados adicionales. En una entrevista, Zarr mencionó que nunca le había gustado la canción, aunque no esperaba que fuera el tema que daría título al álbum. Michael Verdick fue el responsable de la ingeniería y la mezcla en los estudios Master Control de Burbank, con asistencia de Dan Nebenzal, y Steve Hall se encargó de la masterización en Future Disc (Hollywood). Verdick había trabajado en la grabación y mezcla de «Live to Tell» con Leonard y fue este último quien se lo presentó a Bray y le sugirió que colaborara en las pistas que había producido con Madonna.

## Composición

### Música
De géneros pop y doo wop, «True Blue» se caracteriza por sus influencias en la música de los años 1960, en especial de la obra de grupos femeninos de R&B de la Motown como The Shirelles y The Ronettes, estilo del que Madonna había basado su forma de cantar. De hecho, se compuso especialmente como un homenaje a las bandas femeninas de esa década, antecedentes directos del sonido de la artista, y, de manera particular, a éxitos como «Chapel of Love» (1964), de The Dixie Cups. De acuerdo con James Hunter, de la revista Musician, recreaba el ambiente de aquella época «de la forma más directa» que ella haya hecho. La artista, oriunda del estado de Detroit donde se había fundado Motown, mencionó a menudo que los éxitos de grupos como The Supremes y The Crystals habían marcado sus intereses musicales. En una entrevista, profundizó que vivió en un vecindario «realmente integrado» y que sus amigas tenían muchos discos de la Motown, que solían bailar «a la entrada y en los patios traseros de sus casas».
La autora Lucy O'Brien señaló que evocaba la sencillez de llamada y respuesta de «Chapel of Love»; por su parte, Davitt Sigerson, de Rolling Stone, la caracterizó como una unión entre esta y «Heaven Must Have Sent You» (1966); y a Jerry Spangler, del Deseret News, le pareció una mezcla de Madonna con The Supremes. Para Peter Piatkowski, de Yahoo!, rememoraba la música de Lesley Gore y The Shirelles, y según Robert Hilburn, de Los Angeles Times, combinaba la «inocencia» del R&B de los cincuenta con la «fuerza» de los clásicos de los sesenta de Phil Spector, lo cual creaba una «combinación contemporánea» de «In the Still of the Night» (1956) y «Be My Baby» (1963). En la misma línea, Karen Cooke, de The Age, la describió como un cruce entre Cocodrilo Dundee y la obra de Spector. En cambio, otros autores señalaron elementos de la música rock de los cincuenta en la producción. Sobre esto, el editor Robert Matthew-Walker indicó que se inspiraba en estilos «nostálgicos» de la música popular, en particular el rock and roll de finales del decenio, con tresillos «suavemente vibrantes» y una sección de cuerdas al estilo de Buddy Holly y The Everly Brothers. El biógrafo Hal Marcovitz concluyó que, para aquellos fanáticos que buscaban un álbum «más apacible», el tema ofrecía a los oyentes una «gran variedad de influencias» musicales con su estilo de los años cincuenta.
Según la partitura publicada en Musicnotes por Alfred Publishing Co. Inc., «True Blue» se establece en un compás rápido de 4/4, con un tempo de rock «moderado de los años 50» de 117 pulsaciones por minuto. Está compuesta en la tonalidad de si mayor y el registro vocal de Madonna se extiende desde las notas sol sostenido3 a si4. La introducción sigue una progresión armónica de si-sol sostenido menor-mi y, en la primera y segunda estrofas, repite la progresión y agrega la nota fa sostenido. La canción hace un uso extensivo de la secuencia de cuatro acordes más popular del doo-wop, conocida en la música como la secuencia I-VI-IV-V (si-sol sostenido menor-mi-fa sostenido), característica de grupos como The Five Satins, The Crests de Johnny Maestro, The Elegants y The Capris. La melodía inicia con la voz soprano de Madonna al exclamar Hey! de la misma manera que Annette Funicello en Mickey Mouse Club, de acuerdo con el autor y profesor Maury Dean. Un eco fuerte realza el sonido vibrante de la guitarra rítmica, y la guitarra líder «cabalga sobre el fondo profundo como un carro de fuego azul»; según Dean, el ritmo general de la canción resuena con un bombo retumbante que «simula el eco del Gran Cañón al salir la luna». Las coristas acompañan a Madonna desde el inicio y a lo largo de la melodía, especialmente en el puente, cuando se superponen dos melodías y letras distintas, en un estilo que recuerda a The Miracles, The Vandellas y The Pips. Con el crescendo, la voz de la artista se «balancea» hacia la escala melódica y, a medida que asciende, se despliega un «tapiz» de voces de fondo. La melodía añade la técnica de contrapunto, esto es, una textura polifónica que une el sonido total de «True Blue» en dos melodías «joviales» simultáneas. La voz de Madonna, que introduce una contramelodía de bajo en el segundo estribillo, se mantiene alta en general, pero de fondo se escuchan loops vocales mientras canta en un registro más bajo; según la autora Carrie Havranek, esto le permite «demostrar su extensión», pero también puede percibirse como una elección «consciente» para sonar diferente a un nivel más profundo, de manera que coexistan «capas de ideas o más de una persona dentro de una canción».

### Letra
Considerada una «carta de amor musical» a Penn, «True Blue» es una canción de amor «alegre» y «sin tapujos», cuyo tema principal es la fidelidad; el título es un «guiño» a los sentimientos y el compromiso de la cantante hacia su entonces esposo. Se aprecia una «inocencia despreocupada», así como matices «casi ingenuos y perdidamente enamorados». La letra comienza con una «enérgica» llamada de atención —que Madonna repetiría más tarde en «Express Yourself» (1989)— que va de una respuesta «tímida» a una orden «autoritaria». A continuación, la narradora recita la primera estrofa I've had other guys / I've looked into their eyes / But I never knew love before / 'Til you walked through my door («He tenido otros chicos, les he mirado a los ojos, pero nunca antes había conocido el amor hasta que tú entraste por mi puerta»), y afirma que él será el único para ella no importa dónde vaya. A esto le sigue el estribillo True love / You're the one I'm dreaming of / Your heart fits me like a glove / And I'm gonna be true blue / Baby I love you («Amor verdadero, eres el único con el que sueño, tu corazón me sienta como un guante, y voy a ser verdaderamente fiel; cariño, te amo»). En la segunda estrofa, «estalla» de emoción porque su interés romántico también es su mejor amigo, y en el puente, que se repite dos veces, celebra que ya no hay tristeza al despedirla «con un beso», con la frase No more sadness, I kiss it goodbye.
Glenn Gamboa, de Newsday, aseguró que la letra era una «rara reverencia al romanticismo, el más dulce de los sentimientos de Madonna». De acuerdo con Chris Ho, de The Straits Times, se percibía un «anhelo de amor», y Jon Pareles, de The New York Times, observó que el personaje de la artista se muestra dispuesto a «sentar cabeza con su único y verdadero amor, ahora que ya se había divertido, al combinar la excitación con la promesa de la virtud». En la misma línea, Stacy Mannion, de Yahoo!, declaró que sus relaciones pasadas «palidecen en comparación con su verdadero amor». Gianni Santoro, del diario italiano La Repubblica, percibió que cada canción del álbum escondía un «proyecto» y, en el caso de «True Blue», versaba sobre una «ama de casa vestida para una fiesta». En otro punto de vista, Daniel Brockman, de la revista Vanyaland, sostuvo que se trataba más sobre una «oda a estar siempre esclavizada por un amante ideal». Tom Ford, de Toledo Blade, observó que canciones de amor como «True Blue» parecían predicar «formas de lidiar con la moralidad adolescente y el enamoramiento, sin sonar muy auténticas». En la Encyclopedia Madonnica (1995), el autor Matthew Rettenmund sostuvo que la intérprete volvía a explorar el tema de la «virgen», dado que un nuevo amor la hacía sentir «virginal» una vez más, un sentimiento ya reflejado en «Like a Virgin» (1984). En el capítulo «Living to Tell: Madonna's Resurrection of the Fleshly», del libro Buscando desesperadamente a Madonna (1993), la musicóloga estadounidense Susan McClary analizó la manera en la que la cantante utiliza el «sentimiento» de los grupos femeninos de los años 1950 como una forma de ironía y parodia de lo que el patriarcado espera de ella, es decir, de representar «signos musicales tradicionales de vulnerabilidad infantil». McClary subraya la conciencia de la cantante de que esta fantasía patriarcal es «ridícula», lo cual «destruye una ilusión masculina muy apreciada». Además, observa que, cuando canta True blue, baby, I love you, la imagen que pretende presentar no es «en absoluto la de una virgen ingenua»; sin embargo, para el público femenino, su interpretación de estos clichés musicales la convierte en una figura de empoderamiento.

## Publicación
Las compañías discográficas Sire y Warner Bros. Records publicaron «True Blue» como el tercer sencillo del álbum homónimo, tras «Live to Tell» en marzo de 1986 y «Papa Don't Preach» en junio de ese año. La portada fue tomada por el estadounidense Herb Ritts durante las sesiones fotográficas del disco, mientras que el diseño de la funda estuvo a cargo de Jeri McManus Heiden. La primera fecha de lanzamiento tuvo lugar el 15 de septiembre de 1986 en el Reino Unido, cuando salió a la venta en vinilos de 7" y 12", con una versión editada de «Holiday» (1983) como lado B; en aquel país, el sello lanzó una edición en disco ilustrado. En el resto de los territorios europeos y en los Estados Unidos, salió al mercado catorce días después —el 29— en los mismos formatos de vinilo; en este último territorio, también estuvo disponible en un vinilo de color azul en edición limitada. El 10 de octubre, se lanzó en Japón, donde fue utilizado en algunos comerciales de televisión que la cantante protagonizó para la empresa Mitsubishi ese año. En los anuncios, interpretaba y bailaba sus canciones originales en espacios imaginarios o paseaba por una habitación llena de libros y VHS al son de «True Blue», con un aspecto similar al que lució en partes del videoclip de «Papa Don't Preach».
Mientras que en Europa el lado B fue «Holiday», en América del Norte, Australia, Filipinas, Japón y Nueva Zelanda se añadió «Ain't No Big Deal», una de las primeras canciones que grabó Madonna a principios de la década de 1980. Compuesta por Bray, iba a ser el primer sencillo de la carrera de la cantante y formaría parte de su primer álbum de 1983; sin embargo, durante el proceso de mezcla del disco, los ejecutivos de Sire cambiaron de opinión, pues les resultaba «fuera de lugar». Sumado a ello, en ese mismo período, Bray, quien tenía los créditos de composición, había vendido los derechos del tema a July Fourth Music y, al poco tiempo, una banda de música disco llamada Barracuda había grabado y publicado su propia versión a través de Epic. Como consecuencia, los planes de editarlo como el primer sencillo de la artista quedaron cancelados —se lanzó «Everybody» en su lugar—, así como decidieron omitirlo del álbum y reemplazarlo por «Holiday». Para la publicación de «True Blue», fue Reggie Lucas quien produjo una nueva versión de «Ain't No Big Deal», que se añadió en la cara B.
En 1989, «True Blue» se añadió como lado B de «Live to Tell» en un vinilo de 7" publicado por Sire solo en los Estados Unidos como parte de la edición Back to Back Hits. A finales de 1990, cuando salió a la venta The Immaculate Collection, el primer álbum de grandes éxitos de Madonna, la canción no fue incluida, ausencia que fue señalada por múltiples críticos. Debido a ello, poco tiempo después apareció en un EP de edición limitada titulado The Holiday Collection (1991) junto con «Who's That Girl» y «Causing a Commotion» (1987), que tampoco habían figurado en el disco. Durante la promoción del recopilatorio en el Reino Unido, Sire decidió relanzar «Holiday» como sencillo en mayo de 1991 y «True Blue» se incluyó en la cara B en las ediciones en CD, casete y los vinilos de 7" y 12". Además, algunos samples de la canción se utilizaron en las remezclas de «Keep It Together», de Like a Prayer (1989), y «Rescue Me», de The Immaculate Collection. A finales de 1996, apareció en CD Single Collection, una caja recopilatoria de edición limitada publicada por Warner Music Japan y que contenía todos los sencillos de la cantante en formato CD, desde «Burning Up» (1983) hasta «One More Chance» (1996). En abril de 2007, formó parte de Number 1, un álbum triple de Universal que también contenía material de otros artistas musicales. Algunos críticos cuestionaron que el tema fuera excluido de Celebration, el tercer grandes éxitos de la cantante editado en 2009, así como el hecho de que haya sido el único sencillo de True Blue que no figuró en el recopilatorio, tal como había sucedido con The Immaculate Colletion.

### Remezclas
Para acompañar el lanzamiento físico, el compositor y DJ estadounidense Shep Pettibone produjo una remezcla de la canción en los estudios Right Track de Nueva York, con la participación de Steve Peck como ingeniero de audio y el dúo The Latin Rascals en la edición. Pettibone no había quedado conforme con la elección del tema cuando se le contactó, pues lo considerada «muy bubblegum» y habría preferido otros como «Into the Groove», aunque al final aceptó la oferta. Para ello, introdujo más ritmos dance y modificó el sonido de la batería. Titulada «The Color Mix», no difería mucho de la versión del álbum, pero tenía una sensación «mucho más urbana», según Brian Chin, de Billboard. A James Hamilton, del Record Mirror, le pareció «agradable», aunque aseguró que la inclusión de «Holiday» como lado B, si bien «oportuna», no había sido necesaria. Tiempo después, Pettibone trabajó en versiones nuevas de «Into the Groove» y «Where's the Party» para el recopilatorio de Madonna You Can Dance (1987); a partir de entonces, sería uno de los colaboradores «más armoniosos» de la artista, en palabras del biógrafo y periodista Mark Bego.
«The Color Mix» apareció en el vinilo de 12" de Europa y en un CD editado también en el continente; en el disco de 12" editado en el Reino Unido, llevó por título «Extended Dance Version». Además, figuró en un maxisencillo en CD, en un disco de 12" y en un casete editados en varios países el 9 de octubre de 1986; en dichos formatos, se incluyó «Ain't No Big Deal», una versión instrumental de «True Blue» de casi siete minutos de duración y otra editada de poco más de cuatro minutos. Sire también comercializó en Australia y Japón otro maxisencillo en CD, casete y 12" con el título de Super Club Mix que contenía, además de la producción de Pettibone, versiones extendidas e instrumentales de «Everybody», «Live to Tell» y «Papa Don't Preach». En mayo de 2001, «The Color Mix», que nunca había estado disponible en disco compacto, se incluyó como pista adicional en una versión remasterizada de True Blue en CD. Por último, a finales de julio de 2021, Rhino y Warner relanzaron el álbum por su 35.º aniversario y la versión editada del tema, la instrumental y «The Color Mix» figuraron como pistas adicionales.
Otra remezcla de nueve minutos estuvo a cargo del neerlandés Peter Slaghuis, también conocido como Hithouse, quien realizó un «ingenioso» uso del retardo digital y los overdubs. La versión figuró en un álbum distribuido a finales de 1986 exclusivamente a DJ miembros del Disco Mix Club (DMC), del empresario británico Tony Prince; Alan Jones, del Record Mirror, reconoció que se convertiría «sin dudas en un objeto de colección».

## Recepción comercial

### Estados Unidos
A mediados de septiembre, antes de su lanzamiento como sencillo en los Estados Unidos, «True Blue» había empezado a transmitirse en algunas emisoras como WEZB de Nueva Orleans y WTHZ de Tallahassee; Greg Rolling, director musical de la primera estación, señaló que llevaba reproduciendo la canción durante las últimas cinco semanas como un «corte del álbum» (album cut) y que no había tenido «ninguna negativa». De hecho, tenía los suficientes puntos como para ingresar a la lista principal Hot 100 de Billboard por su promoción en las radios; no obstante, aún no tenía permitido su entrada debido a que no había sido publicado de manera comercial. Tras su lanzamiento en formato físico a finales de ese mes, obtuvo transmisión en un total de 180 estaciones del país, de manera que, el 4 de octubre de 1986, ingresó en los puestos vigesimonoveno y cuadragésimo en las listas Hot 100 Airplay y Hot 100; en esta última, significó un empate con «Say You, Say Me» y «Dancing on the Ceiling», ambas de Lionel Richie, como el mayor debut del año. En la edición siguiente, Michael Ellis, de Billboard, reportó que era la canción más escuchada en KZZP de Phoenix y había recibido un incremento en transmisión —con reporte de veintisiete emisoras nuevas—, por lo que ascendió a la 32.º posición en el Hot 100. Escaló hasta la vigésima casilla en su tercera semana y representó en ese momento el menor tiempo para un sencillo de Madonna en alcanzar dicha posición, hazaña que superaría tres años después, en abril de 1989, con el lanzamiento de «Like a Prayer». El 1 de noviembre, subió al sexto lugar, lo que marcó su décimo sencillo consecutivo en ubicarse entre los diez primeros, un récord entre mujeres —compartido en ese momento con Brenda Lee— y la tercera artista con la mayor cantidad, solo por detrás de Michael Jackson y Richie. La canción entró en una «competencia» por el primer puesto con «Human», de The Human League, aunque este lideraba en ventas y tenía más probabilidades de reemplazar a «Amanda», de la banda Boston; con el paso de las semanas, «True Blue» fue perdiendo puntos y finalmente alcanzó la tercera posición del Hot 100 el 22 de noviembre, por debajo de «Amanda» y «Human». Aun así, fue su noveno sencillo consecutivo en adentrarse a los cinco primeros del conteo; con ello, empató con Donna Summer como las artistas femeninas con más entradas sucesivas al top cinco en la «era del rock» y con Richie por la mayor cantidad de éxitos entre las cinco principales posiciones en la década de 1980. En total, permaneció dieciséis semanas en la lista, tres de ellas en la tercera posición de manera seguida, y finalizó en el 76.º lugar de los más exitosos de 1986.
En los demás conteos de Billboard, ocupó la tercera posición en Hot 100 Airplay, la cuarta en Hot 100 Sales (ventas físicas) y Dance/Disco Singles Sales, la quinta en Adult Contemporary, donde fue el cuarto top cinco de Madonna de un total de diez entradas hasta ese momento, y la sexta en Dance Disco/Club Play. En enero de 2012, Billboard reveló las canciones más exitosas de Sire Records en el Hot 100 y «True Blue» se ubicó en el número 17; diez años después, para agosto de 2022, pasó a ser el decimotercer sencillo más exitoso de la cantante en el mismo conteo. En los 5000 mayores éxitos de la era del rock, recopilado en 2003 por Fred Bronson, editor de la revista, «True Blue» ocupó el número 1799.
La canción también ingresó a listas de otras publicaciones musicales estadounidenses. En la edición del 15 de noviembre de la revista Cash Box, ocupó el tercer puesto del Top 100 Singles, también por detrás de «Amanda» y «Human», así como el quinto en el conteo de música dance. La misma situación se trasladó a Radio & Records, cuando ambas bandas se impusieron ante «True Blue» en la lista principal Contemporary Hit Radio Top 40, donde se mantuvo en el tercer lugar por tres semanas consecutivas. A pesar de ello, marcó su décimo sencillo consecutivo en ubicarse entre las diez principales posiciones. En los conteos de Adult Contemporary y Full Service A/C, de la misma revista, alcanzó el cuarto y séptimo puestos, respectivamente. Boston también impidió que la canción liderara el ranquin Top 40, de la publicación Gavin Report, en la semana del 21 de noviembre, mientras que en la categoría de adulto contemporáneo de dicha publicación, se ubicó en la tercera posición, por debajo de «The Way It Is» de Bruce Hornsby & The Range, y «Love Will Conquer All», de Lionel Richie. Por último, llegó hasta la cuarta casilla en el ranquin elaborado por el periódico Observer-Reporter. «True Blue» fue el vigesimosegundo sencillo de la artista en obtener un disco de oro por parte de la Recording Industry Association of America (RIAA), luego de que superara la venta de medio millón de copias en octubre de 1998, doce años después de su publicación.

### Europa

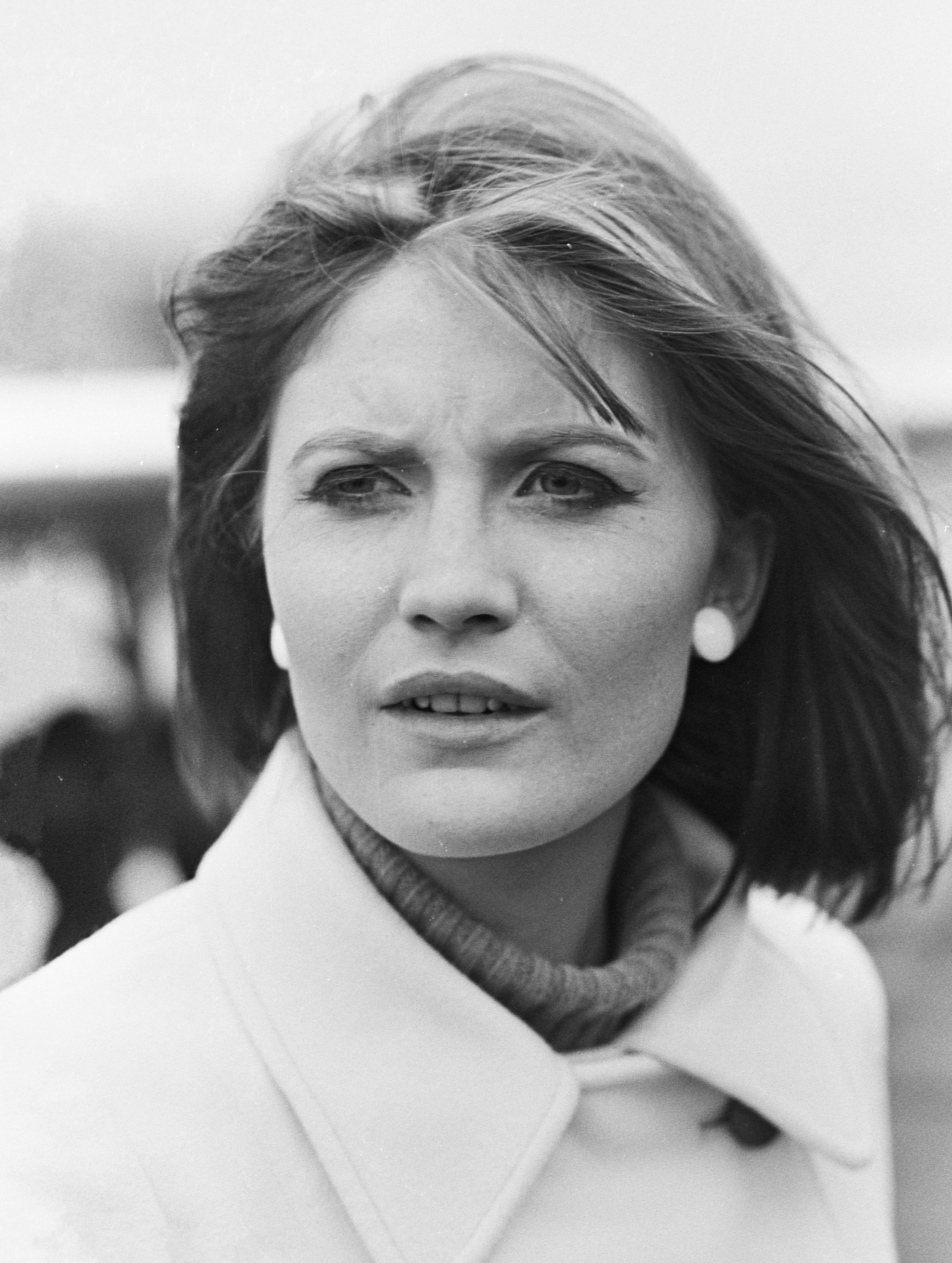
Con «True Blue», Madonna empató con Sandie Shaw (imagen) como la artista femenina con más números uno en la historia de la lista de sencillos británica

El 4 de octubre de 1986, «True Blue» logró el mayor debut de la semana en la lista European Airplay Top 50 —de la revista paneuropea Music & Media— tras ingresar en la vigesimocuarta posición. En la edición siguiente, ascendió hasta el séptimo lugar, mientras «Papa Don't Preach» aún permanecía dentro de los cinco primeros en su octava semana. Encabezó la lista el 25 de octubre, donde se mantuvo allí por cuatro semanas consecutivas, y se convirtió en el tercer número uno tanto del álbum como de la cantante ese año. El buen recibimiento continuó en la lista principal de ventas European Hot 100 Singles, donde marcó la entrada más alta de esa fecha —en el decimosexto lugar—, la más alta del año para Madonna —tras superar a «Live to Tell» y «Papa Don't Preach», que habían ingresado en los puestos dieciocho y veinticuatro, respectivamente— y la tercera más alta del año, por detrás de «Rage Hard» —de Frankie Goes to Hollywood— y «The Edge of Heaven» —de Wham!—. En su segunda semana, consiguió uno de los mayores ascensos del año tras subir hasta la cuarta casilla, para finalmente alcanzar la primera posición el 1 de diciembre, donde estuvo una semana. Permaneció otras dieciocho en total y finalizó en el 33.º lugar de las canciones con mayores ventas de 1986. Madonna obtuvo su quinto número uno y noveno top diez, de un total de trece entradas hasta ese momento, y estableció un récord al ser el único artista en la historia de Music & Media en conseguir tres sencillos en el primer lugar en un mismo año. Sumado a ello, con motivo del quinto aniversario de la revista, ocupó el cuadragésimo puesto de los más exitosos del Hot 100 durante el período de marzo de 1984 a marzo de 1989.
En el Reino Unido, «True Blue» ingresó a la tercera posición del UK Singles Chart el 4 de octubre de 1986, lo que representó la decimotercera entrada de Madonna y el mayor debut por una artista femenina en la historia de la lista; con ello, superó el anterior récord impuesto por ella misma con «Into the Groove», que había ingresado al cuarto lugar el año anterior. En la edición siguiente, ascendió a lo más alto, siendo su decimotercer top diez y tercer número uno, tras «Into the Groove» y «Papa Don't Preach», por lo que empató con Sandie Shaw como la artista femenina con más entradas en el primer lugar. Estuvo presente quince semanas en total, cinco de ellas dentro de los diez primeros, y para mediados de agosto de 2018, se ubicó en el noveno puesto de los sencillos de Madonna con mejor rendimiento comercial en el UK Singles Chart. En la misma edición del 11 de octubre de 1986, fue el vinilo de 12" más vendido del país y la canción más popular en la categoría de música dance. Obtuvo un disco de plata por la Industria Fonográfica Británica (BPI, por sus siglas en inglés) y finalizó como el undécimo sencillo más exitoso de 1986, con 495 000 unidades comercializadas tan solo ese año; para agosto de 2017, la cifra había incrementado a 557 000 copias, siendo su octava canción con mayores ventas allí. Asimismo, para junio de 2019, era su decimoctavo tema más reproducido en las plataformas de streaming del país. «True Blue» también llegó al primer lugar en las listas elaboradas por Melody Maker y New Musical Express; en este último, representó el cuarto número uno de Madonna, después de «Crazy for You», «Into the Groove» y «Papa Don't Preach».
En Dinamarca, alcanzó la primera posición el 18 de octubre, misma fecha en la que «Papa Don't Preach» regresaba a los cinco primeros, concretamente en el cuarto puesto; se mantuvo en lo más alto por cuatro semanas consecutivas, hasta el 8 de noviembre. Fue el cuarto número uno de la cantante en Irlanda, tras «Into the Groove», «Borderline» y «Papa Don't Preach», así como su duodécimo top cinco. En Bélgica, Francia (lista de radios y ventas combinadas) y Polonia, ocupó el segundo lugar, mientras que, en Italia, se ubicó en el tercero en el conteo de Musica e dischi y estuvo presente un total de dieciséis semanas, doce de ellas dentro de las diez principales posiciones. En el resto de los mercados, alcanzó el cuarto puesto tanto en Islandia como en las listas Dutch Top 40 y Single Top 100 de los Países Bajos, la sexta en Alemania, Francia (lista de ventas) y Suiza y la novena en Austria. Fuera de los diez primeros, ocupó las posiciones decimosegunda en España y Finlandia y la decimoctava en Suecia. Cabe señalar que, en Francia, obtuvo un disco de plata por la Syndicat National de l'Édition Phonographique (SNEP) tras la venta de 250 000 copias en 1986; para finales de ese año, la cifra había incrementado a más de 300 000.

### Otros mercados

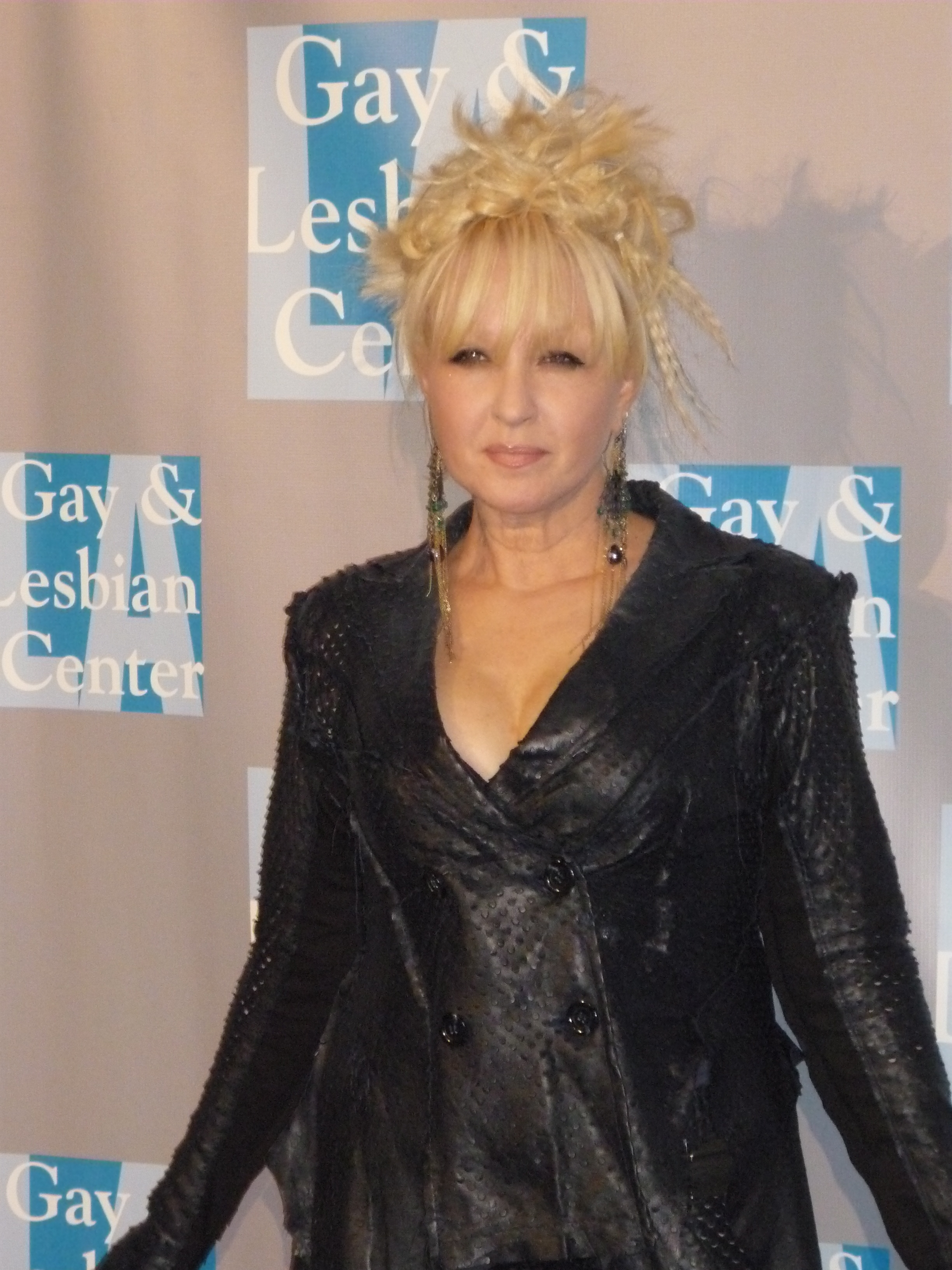
En la lista de sencillos de la revista canadiense The Record, «True Colors» de Cyndi Lauper (imagen) impidió que «True Blue» alcanzara la primera posición

En Canadá, «True Blue» fue la canción más añadida a las emisoras Contemporary Hit Radio (CHR) en la semana del 27 de septiembre de 1986, por lo que debutó en el número 84 en la lista Top 100 Singles de RPM. Tuvo un ascenso gradual y dos meses después, concretamente el 22 de noviembre, desplazó a «Human» de la primera posición, lo que resultó en el tercer número uno consecutivo del álbum, después de «Live to Tell» en mayo y «Papa Don't Preach» en agosto de 1986. Permaneció veintitrés semanas en total, cuando hizo su última aparición el 14 de marzo de 1987 en el número 74, y ocupó el 37.º puesto en la lista anual de 1986. En la categoría de adulto contemporáneo de RPM, alcanzó la segunda posición, tan solo por detrás de «Love Will Conquer All», de Lionel Richie, mientras que en la revista The Record, también de Canadá, «True Colors» de Cyndi Lauper evitó que «True Blue» liderara el conteo de ventas.
En la edición del 5 de enero de 1987 de los discos más populares de Latinoamérica, publicada por el periódico La Opinión de Los Ángeles, el periodista Alberto Macías reportó que «True Blue» había alcanzado el noveno puesto en El Salvador. Obtuvo una recepción comercial favorable en Brasil, donde alcanzó la cuarta posición en la lista de ventas y fue la segunda canción más escuchada de 1986 en las principales radios. Asimismo, de acuerdo con ECAD, la entidad responsable de recaudar y distribuir los derechos de autor derivados de la ejecución pública de la música brasileña y extranjera, fue el vigesimosexto tema más reproducido de Madonna en las emisoras durante el período enero de 2007 a diciembre de 2011. Más aún, un reporte realizado por la misma entidad reveló que también había sido la novena canción de la artista más tocada en presentaciones públicas del país desde 2014 hasta 2024.
En la lista oficial australiana, elaborada por Kent Music Report, «True Blue» debutó en la 45.ª casilla el 26 de octubre de 1986, y en la edición siguiente registró uno de los mayores ascensos, cuando subió treinta y un lugares hasta el decimocuarto puesto. Finalmente, el 15 de noviembre, alcanzó la quinta posición, donde se mantuvo por cuatro semanas consecutivas, y representó el noveno sencillo consecutivo de Madonna —y décimo en general— en ocupar los cinco primeros. Se ubicó en el 45.º lugar en la lista anual de 1986 y quince años después, en septiembre de 2001, la Australian Recording Industry Association (ARIA) le otorgó un disco de platino por la venta de 70 000 copias físicas. Ingresó a la novena posición del conteo oficial neozelandés el 19 de octubre y el 2 del mes siguiente subió hasta la tercera, donde estuvo tres semanas consecutivas de las quince en total; finalizó en el 39.º lugar de los sencillos más exitosos del año. En Singapur, encabezó el conteo Top of the Pops elaborado por la estación Rediffusion Singapore el 9 de noviembre de 1986, en tanto que, en Japón, debutó en el puesto 84 del ranquin de Oricon y ascendió al 78 en la edición siguiente; solo estuvo tres semanas y vendió 5170 copias en formato vinilo. Por último, en Sudáfrica, ocupó la tercera posición en Springbok Radio el 19 de diciembre, lo que marcó el sexto top diez consecutivo de Madonna.

## Recepción crítica
En términos generales, «True Blue» obtuvo reseñas positivas de críticos y periodistas musicales; entre los comentarios más favorables, destacan los de Tom Ford, del Toledo Blade, quien afirmó que se encontraba dentro del «material sólido» de Madonna, y Michael Maccambridge, del Observer-Reporter, quien la llamó una de las «joyas» dentro de su catálogo y uno de los mejores sencillos del año. De manera similar, medios como BuzzFeed, Gay Times y Metro Weekly la eligieron como una de las más destacadas del material, en tanto que Andy Jones, de Classic Pop Magazine, expresó que, aunque empezó como una oda a los años 1960 y a Sean Penn, su «impacto en el pop fue tal que se ha convertido en una de las canciones más importantes de la década, lo cual, al menos, confundirá totalmente a los historiadores de la música del futuro». James Croot, del sitio neozelandés Stuff, la nombró la «perfección de una canción pop» y la «gloria suprema» de True Blue: «Con un ritmo alegre, lleno de ganchos y muy fácil de cantar, es capaz de alegrar incluso el día más duro». El biógrafo Chris Dicker la denominó una canción pop «perfecta», y Ron Fell, de Gavin Report, sintió «al instante» una «muy buena impresión». Dave Sholin, de la misma revista, lo nombró un «auténtico éxito» del que «decenas de programadores se negaron a esperar» para transmitirlo. De manera similar, Saw Tek Meng, de New Straits Times, también pronosticó que «sería un éxito». Darío Prieto, del diario español El Mundo, subrayó la «gracia pizpireta» de la pista, en tanto que Silvina Moreno, del diario argentino La Nación, afirmó que la cantante «se impone alegremente en el cancionero» gracias a «piezas amorosas» como «True Blue». En la misma línea, Michael R. Smith, de The Daily Vault, sostuvo que no era necesario buscar más allá de la canción «para escucharla rebosante de alegría y desenfreno amoroso». Asimismo, añadió que se trataba de una de «esas raras piezas "superficiales" que, sin embargo, ha demostrado ser increíblemente resistente a lo largo de todos estos años». Un editor de United Press International mencionó que estaba ejecutada «con un alto nivel de destreza y energía», y la revista argentina Pelo, aunque le había otorgado una reseña variada al álbum en general, afirmó que «True Blue» —así como «Live to Tell»— eran los únicos temas del material que podían «parecer bonitas». De acuerdo con la biógrafa Michelle Morgan, ofreció una perspectiva «completamente nueva» en comparación con el sencillo predecesor, «Papa Don't Preach», debido a que «no hubo controversias ni historias que pudieran ofender a los grupos de derecha, sino que era simplemente una maravillosa canción pop a la antigua, inspirada en tiempos pasados».
La composición, el registro de Madonna y la participación de las coristas atrajeron opiniones positivas. Paul Du Noyer, editor general de The Encyclopedia of Singles (1999), la catalogó como una melodía «deliciosamente sencilla, interpretada con un deleite radiante». Con respecto a su letra, comentó que era «divertida y extravagante, casi como una canción infantil», y sintió que su voz sonaba «fresca y clara como el agua en un día caluroso». Los editores de The Advocate subrayaron su estilo radiofónico de mediados de siglo y la frase I'm so excited 'cause you're my best friend, que, para la revista, «sigue encantando». Mark Elliott, de This Is Dig!, la definió como una «rareza», debido a que su estilo pop «ligero y desenfadado» parecía estar «a años luz del material de sus dos primeros álbumes». Aun así, aseguró que «no había nada que preocupara a los padres» en cuanto al mensaje de la canción, lo que «probablemente fue un alivio para los ejecutivos de la discográfica tras el revuelo que había causado la narrativa de "Papa Don't Preach"». De igual manera, Bill Lamb, de Live About, opinó que, tras las recientes controversias de sus últimos sencillos, este presentaba un «aire más suave y claramente retro». Maury Dean, en el libro Rock N Roll Gold Rush: A Singles Un-Cyclopedia (2003), escribió que contenía los «principales ingredientes volátiles»: «Es una obra maestra de sencillez entrelazada con una secreta complejidad. Por un lado, es solo una cancioncilla básica con cuatro acordes básicos. En otro contexto, es una manta armónica de contrapunto, con timbres brillantes y dinámicos». Matthew Rettenmund resaltó la faceta «más alegre y coqueta» de Madonna y afirmó que era la canción que mejor ilustraba su dedicación a Penn. Asimismo, agregó que «su promesa de castidad es completamente convincente, especialmente a la luz de su confesión de haber tenido otras parejas, una nota peculiar en una canción de amor tan descarada». En Madonna: Blond Ambition (2012), Daryl Easlea, que lo nombró uno de sus éxitos «más queridos», aseguró que representaba el momento «más alegre» del álbum gracias a la combinación de lo «apasionado y lo platónico» y por capturar la «emoción y el regocijo del amor» sin caer en el cliché. Sumado a ello, afirmó que lo que realmente «hizo vibrar» la canción fue el apoyo vocal de Siedah Garrett y Edie Lehmann, quienes añadieron el «auténtico dinamismo de los grupos femeninos a la apasionada interpretación vocal de Madonna». De manera similar, la escritora y crítica Joyce Millman expresó que en la canción, a la que llamó «entrañable», la intérprete «finalmente va a la capilla con su chico mientras las campanas suenan como locas y un trío de Madonnas de acompañamiento cae en un desmayo al estilo de "Johnny Angel" (1962)». Eduardo Viñuela, uno de los editores de Bitch She's Madonna (2018), afirmó que sí se trataba de un cliché, pero estaba «muy bien hecho» y no se alejaba de «otras grandes canciones que rememoraban ese estilo, como "Hungry Heart" de Bruce Springsteen o la mayoría de los temas de los Ramones». De la publicación mexicana Me hace ruido, Ernesto Acosta Sandoval destacó que su voz sonaba menos «infantil» y más «adulta» y no pierde «mucho de su encanto». Lucy O'Brien mencionó que «tenía la claridad de un coro de escuela de convento mezclado con el ambiente de los barrios humildes»; en cuanto a Madonna, declaró que su voz resonaba «con tanta convicción» que evitaba que la canción «rozara la nostalgia cursi». Sobre la composición, Mark Peel, de Stereo Review, percibió un «toque a lo Brill Building, cursi, pero divertida», mientras que un editor de Rhino la llamó «divertida y retro» y con un estilo «llamativo». De manera similar, Erica Wexler, de Spin, la definió como una «adorable pieza» de estilo retro que desprende «inocencia y armonía» y realzó la letra «sencilla», especialmente la línea del estribillo True blue, baby I love you. Paul Elliott, de la revista británica Sounds, escribió que Madonna volvía a ofrecer una canción «suave y de ensueño, una ligera provocación acompañada de letras típicas de un sentimiento risueño. Esa es su fórmula, por supuesto, no hace falta decirlo». En su reseña al sencillo, un editor de Cash Box, que lo llamó «irresistible», destacó el estilo «vulnerable» y a la vez «sensual» de Madonna y añadió que su éxito consolidaría su «atractivo» en las estaciones radiofónicas.
| «True Blue» rinde homenaje a la temprana identificación y amor de Madonna por la música pop de los grupos femeninos de los años 1960: suena como si las Shirelles grabaran sus mayores éxitos en un estudio de los ochenta. Tiene perfecto sentido que una de las mejores canciones de uno de los mejores álbumes de Madonna sea un pastiche, porque Madonna es un pastiche. [...] La ligereza superficial de «True Blue» es engañosamente jovial, pero, en realidad, es un intento brillante, deliberado y calculado de rendir homenaje a la nostalgia. La genialidad de «True Blue» muestra a Madonna en su momento más brillante. —Reseña de Peter Piatkowski, de PopMatters. |

La influencia de la música de los años 1950 y 1960 obtuvo la aprobación de la crítica. En este sentido, Keith Tuber, de Orange Coast Magazine, que la calificó como una de las mejores canciones del disco, resaltó la música sesentera y el ritmo «contagioso», y el autor italiano Francesco Falconi elogió su sonido «fresco y desenfadado». Elliott, de This Is Dig!, la catalogó como la composición «más representativa» del disco por su homenaje «irresistiblemente pegadizo» al sunshine pop, «envuelta en un ritmo dance moderno y con abundantes notas altas de sintetizador apropiadas para la época». Chuck Campbell, del Daytona Beach Morning Journal, sostuvo que estaba a la altura de «Papa Don't Preach», en el sentido de que su «espíritu refrescante y ritmo pegadizo giran en torno a un estribillo superficial, pero encantador». Un redactor del diario El Adelantado de Segovia citó la influencia del sonido Motown como uno de los momentos destacables del disco, en tanto que Sebas E. Alonso, de Jenesaispop, la caracterizó como «una reivindicación excelente del amor como de los años 50» y uno de los mejores temas junto con «Open Your Heart» y «Papa Don't Preach». J. Randy Taraborrelli la denominó una de las canciones «alegres y divertidas» del material, con su «aire retro de los años 50», y añadió que su lanzamiento como sencillo «animó el ambiente» tras «Live to Tell» y «Papa Don't Preach». Para Michael Freedberg, de The Boston Phoenix, tenía «suficientes referencias al rock de los 60 en medio de un ritmo entrecortado de los 80 como para impulsar a un bailarín a la siguiente fase». De acuerdo con Chris Ho, de The Straits Times, era una canción «dulce y cadenciosa que mezcla el lirismo del soul de los 60 con la sofisticación de la música disco de los últimos días, y funciona bien». En su biografía de Madonna, Natalia Flores y Borja Prieto lo describieron como un «éxito histórico» y añadieron que su estilo dance y pop podría haber sido compuesto y producido «perfectamente» por Phil Spector o el dúo Kasenetz & Katz. De Rolling Stone, Fred Schruers la llamó una «réplica» de lo que se escuchaba en las radios de los sesenta «tan ingeniosamente dulce que te hace doler los dientes». Por su parte, Jan DeKnock, del Chicago Tribune, la comparó con el sonido de Lesley Gore y añadió que el resultado era una «perfecta confección para el final del verano que gustará por igual a los oyentes del pop y de la música contemporánea para adultos». Sal Cinquemani, de Slant Magazine, expresó que era, como gran parte de Like a Virgin (1984), una «auténtica vuelta al pop de las bandas femeninas». Para el autor Christopher P. Andersen, era tan «animada y entusiasta como "Chapel of Love" o cualquier otro clásico de los grupos que habían dominado la música pop un cuarto de siglo antes». Brian Chin, de Billboard, comentó que era «aún más convincente» en la primera escucha y la comparó con «Dancin' the Night Away» (1981), del dúo Voggue. Edwin J. Bernard, del Record Mirror, mencionó que Madonna imitaba «a la perfección» a Diana Ross en «Chain Reaction» (1985) y que, con la canción, era la «aspirante al trono de la verdadera reina del baile y el desenfreno». Por su parte, Stephen Thomas Erlewine, de AllMusic, sostuvo que la artista recuerda «conscientemente el pop clásico de los grupos femeninos para ganarse a los críticos», en tanto que Christopher Thelen, de The Daily Vault, aseguró que su incursión hacia el doo wop había resultado «algo agradable». Tom Long, de Santa Cruz Sentinel, llegó a la conclusión de que, a pesar de que canciones como «Papa Don't Preach» trataban temas más serios, otras, como la «melodía oldie» de «True Blue», demostraban que el disco también podía ser «divertido y bello».
En opiniones más variadas a negativas, Robin Smith, del Record Mirror, y el autor Andrew Morton la describieron como «remilgada» y «cursi», respectivamente, y John Quayle, de Observer-Reporter, la denominó un «descarte repulsivamente dulce». James Hunter, de la revista Musician, percibió que el estilo retro de la música no era tan «interesante» como otras canciones del álbum como «Open Your Heart» o «White Heat», y Davitt Sigerson, de Rolling Stone, sintió que «desperdiciaba un ritmo clásico y un título inmensamente prometedor». En su libro The Complete Guide to the Music of Madonna (2004), Rikky Rooksby declaró que parecía una versión acelerada y «empalagosa» de «Shoo-Bee-Doo» —de su álbum Like a Virgin— con rimas «predecibles» y que no estaba «realmente a la altura» de ser la canción principal de un álbum, aunque no le sorprendió que «fuera un éxito». En la misma línea, J. J. Briggs, en From Roberta Flack to Boy George: Last Fantastic Albums Ever Made (2003), sostuvo que no estaba a la altura de sus anteriores trabajos, especialmente de Like a Virgin. Benjamin Ray, de The Daily Vault, sintió que la influencia de grupos femeninos de los años 1960 ya lo había hecho «mucho mejor Blondie con su obra». De la revista en línea Stereogum, Mary Von Aue tampoco quedó conforme con las influencias de la Motown porque, en su opinión, resultaba «incompatible» con el resto de los sonidos del álbum. En su reseña al recopilatorio The Immaculate Collection, teniendo en cuenta que la canción no formó parte de él, Paul Zach, de The New Paper, indicó que, en realidad, no se trataba de «ninguna gran pérdida». Aunque señaló que la melodía se «balaceaba con seguridad», Eleni P. Austin, de The Desert Sun, opinó que, «desgraciadamente, la voz de Madonna arruina el potencial de la canción». Frank Lloyd, autor de Deconstructing Madonna (1993), expresó que no se apreciaba una voz «granulada» de la artista, es decir, «única y auténtica», sino que, por el contrario, recurría a efectos y distorsiones, lo cual podía observarse en otras canciones de sus álbumes. A pesar de que la describió como una «explosión de pop puro recubierto de azúcar», Gavin Scott, del sitio Chart Beats, lo denominó uno de sus sencillos «más anticuados» y concluyó que «habría caído aún más en el olvido de lo que ya está si no fuera porque también es el nombre de uno de sus álbumes más importantes». Nathan Smith, del Houston Press, la tachó de «completamente olvidable» y agregó que sonaba más influenciada «por el estilo retro de Grease que por cualquier sentimiento humano genuino». El periódico The Cavalier Daily incluyó el verso repetitivo True blue, oh baby en el segundo lugar del listado de las diez letras «más atroces». Por último, los lectores de Rolling Stone lo eligieron como el cuarto peor sencillo en la encuesta anual de la revista de 1986.

## Reconocimientos
Madonna y Bray recibieron un premio por su trabajo como compositores de «True Blue» en la quinta entrega anual de los ASCAP Pop Awards, celebrada el 18 de mayo de 1988 en Los Ángeles, que honró a las canciones de la Asociación Estadounidense de Compositores, Autores y Editores (ASCAP, por sus siglas en inglés) más escuchadas de 1987 en los Estados Unidos. En una reseña retrospectiva, Nicholas Fonseca, de Entertainment Weekly, sintió que había sido «infravalorada» en su momento. Fred Bronson, de Billboard, la clasificó en el número 42 de los cien temas más populares de 1986 en los Estados Unidos, en tanto que Heather Phares, de AllMusic, la incluyó en su lista de los más destacados del año. El sitio Chart Beats la clasificó en el nonagésimo puesto de las 250 mejores canciones de la temporada. En el libro The Heart of Rock & Soul: The 1001 Greatest Singles Ever Made (1989), el crítico musical Dave Marsh lo ubicó en el número 258 y afirmó que destacaba porque la artista subvertía su imagen pública y creaba una «suspensión de incredulidad» a través de la música y la producción de Bray, al combinar elementos electrónicos y un ritmo post-disco, lo que lograba que tuviera un atractivo duradero: «Cada vez que suene en la radio, subirás el volumen y te alegrarás de haberlo hecho».
En febrero de 1991, ocupó el 311.º puesto en el «Salón de la Fama de Capital Radio», un listado sobre las 500 canciones favoritas de los londinenses elaborado a partir de encuestas enviadas tanto por los oyentes de la emisora como por los lectores del suplemento londinense Xtra, del periódico Daily Mirror. En 2003, la revista Q solicitó a sus lectores que eligieran las veinte mejores canciones de la artista y «True Blue» quedó en el vigésimo puesto. En 2005, Bruce Pollock lo consideró uno de los 7500 temas más importantes de la era del rock and roll. En diciembre de 2023, la BBC Radio 2 pidió a sus oyentes que escogieran hasta cinco de sus canciones favoritas de la artista en una votación llamada Your Ultimate Madonna Song, que sería transmitida en vivo por la emisora; al publicarse la lista completa, «True Blue» se ubicó en la decimoquinta posición.
Sumado a lo anterior, periódicos, revistas y sitios web especializados en música la incluyeron en múltiples listas de los sencillos más destacados de su discografía. En otros conteos, figuró en el séptimo puesto de las diez canciones más destacadas de Madonna que la «radio olvidó», elaborado por Idolator, en el décimo de sus diez mejores canciones de amor, del sitio PopCrush, y en el 43.º de sus 56 mejores sencillos dance, creado por la revista Vice. Por último, fue elegida por la revista Gay Times como uno de los quince «himnos más gais» de la cantante, y Brian Galindo, de BuzzFeed, la clasificó en la séptima posición de sus mejores canciones de la década de 1980.

## Vídeos musicales

### Versión internacional

#### Producción

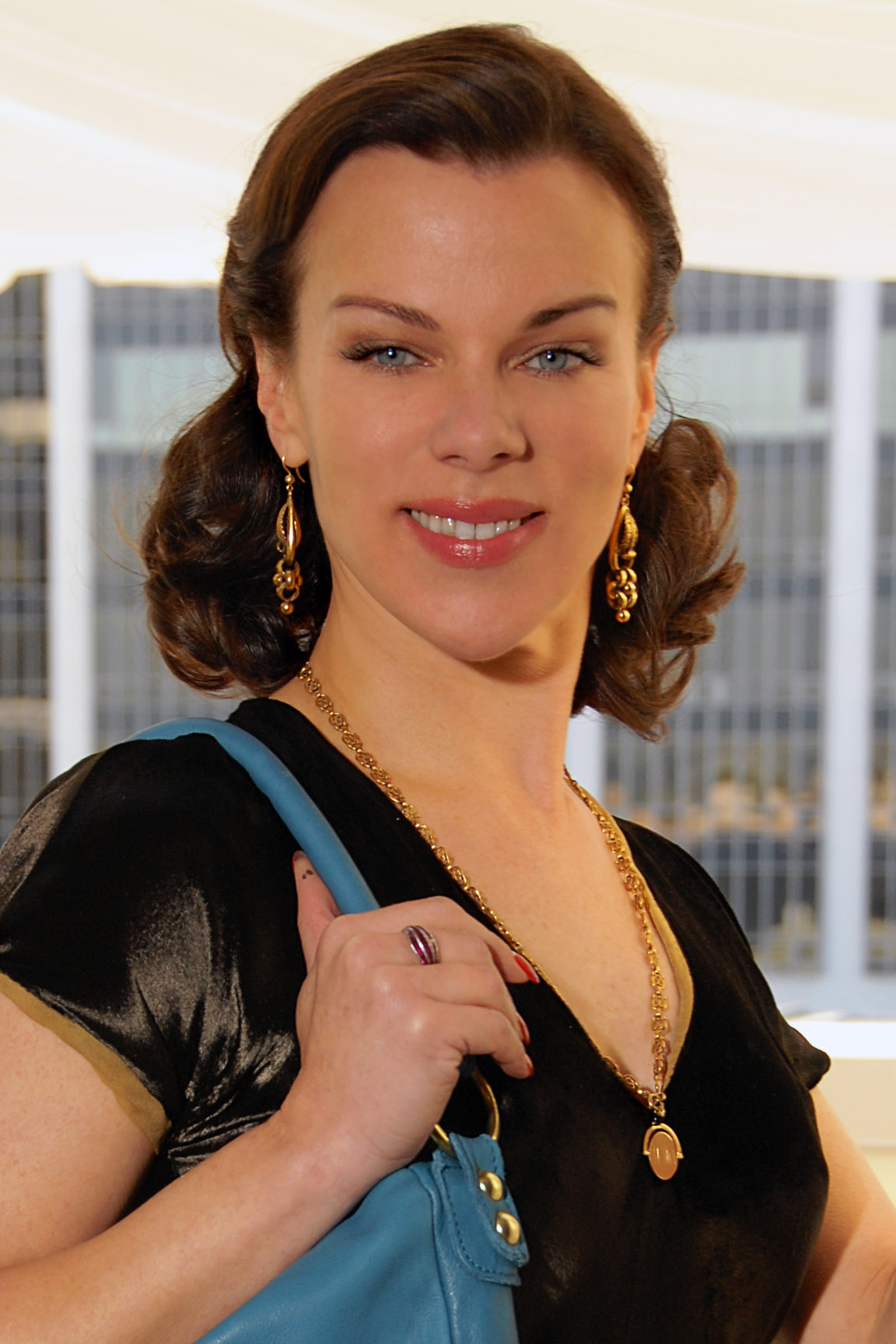
La actriz Debi Mazar aparece en el videoclip de «True Blue» como una de las bailarinas de Madonna

La versión internacional, también conocida como versión «no estadounidense» o «europea», se rodó en Nueva York bajo la dirección de James Foley, quien ya había trabajado previamente con Madonna en «Live to Tell» y «Papa Don't Preach» y posteriormente en la película Who's That Girl (1987), protagonizada por la cantante. La producción corrió a cargo de Robert Colesberry y David Massar, mientras que Michael Ballhaus fue el responsable de la cinematografía. La actriz Debi Mazar —amiga y antigua maquilladora de Madonna— y la diseñadora Erika Belle aparecen en el videoclip como dos de las bailarinas.
Para esta ocasión, la artista volvió a «reinventar» su imagen, tal como había sucedido en anteriores vídeos como «Material Girl» y «Live to Tell». En este sentido, adoptó una apariencia nueva, más tradicional y clásica, que se alejaba de la que la había caracterizado en la época de Like a Virgin. El vestuario, a cargo de la diseñadora Marlene Stewart, consistió en unas mallas negras hasta los tobillos, un vestido azul «eléctrico» de los años 1950 y zapatos de ballet, así como el cabello rubio «ultraplatino» recortado y las cejas oscuras, un estilo que ya había empleado similarmente en «Papa Don't Preach» y que continuaría con «Open Your Heart» y Who's That Girl.
El peinado tipo bouffant decolorado y desmechado, comparado con el de Jean Harlow, quedó a cargo de Victor Vidal, uno de sus estilistas habituales; según Vidal, quería decolorarle el cabello hasta dejárselo casi blanco y recortárselo corto: «Le hablé de la visión que tenía de ella. Se lo pensó un momento, dijo que sí, tomó una revista y no levantó la vista hasta que terminé». Previo al rodaje, Madonna inició un programa de rigurosos ejercicios con un entrenador personal que la asistió, lo que la hizo ver más delgada y tonificada.

#### Sinopsis y estreno
Siguiendo el estilo de los años 1950, el vídeo tiene lugar en un plató con un fondo azul «caricaturesco» y «sin costuras» que representa una época «más inocente»; de acuerdo con Scott Nance, en Music You Can See: The MTV Story (1993), tiene un «aire doo wop de adolescentes» y no es «terriblemente sexual». Los decorados estilizados incluyen un mostrador de restaurante con taburetes similar a un diner y un convertible Ford Thunderbird coral de 1957, que Penn había dado a Madonna como regalo de boda y de cumpleaños. En algunas tomas, canta y baila sincronizadamente con sus amigas y, de manera cómica, simula conducir el Ford Thunderbird descapotable, mientras ellas bailan detrás de ella. También se destaca una escena de baile con pañuelos, después de la cual Madonna deja caer el suyo, un truco visual que, según Rettenmund, deja al espectador «con ganas de recogerlo, ya sea para devolvérselo caballerosamente a Madonna o para guardarlo como una reliquia en una caja de seguridad».
El vídeo tuvo su estreno oficial el 2 de octubre de 1986 en el programa británico Top of the Pops de la BBC. La revista Music & Media reportó que empezó a transmitirse en el resto de Europa en su edición del 11 de octubre, con emisiones en programas y canales del continente como Sky Channel, ARD, WDR, RTL y Canal Plus (Alemania), Antenne 2 y RTL (Francia), TV-2 (Finlandia), Chart Show (Reino Unido), Countdown (Países Bajos), Tocata (España) y BRT (Bélgica). Si bien no formó parte del recopilatorio de vídeos The Immaculate Collection (1990), figuró en otras compilaciones tales como Video Compilation No. 59, publicada por WEA Canada a principios de 1987; It's That Girl (1987) y She's Breathless (1990), dos VHS promocionales de edición limitada editados solo en el Reino Unido; y Celebration: The Video Collection, DVD lanzado por Warner en septiembre de 2009.

#### Respuesta crítica
| Tras la introspección pensativa de «Live to Tell» y el mensaje social de «Papa Don't Preach», aquí tenemos a una Madonna menos seria que se atreve con todo tipo de iconografía estadounidense. [...] Luego está el baile de manos, la mímica poco sofisticada y algo con pañuelos azules. No hay seriedad, solo placer. Pero lo hace con gran sinceridad, como homenaje, no como parodia. —Reseña de Daryl Easlea, uno de los autores de Madonna: Blond Ambition (2012). |

En general, el vídeo obtuvo comentarios favorables de críticos y periodistas. Jan Noir, del Evening Times, escribió que «vemos a nuestra heroína con poco más que un par de mallas y un pañuelo de gasa hábilmente enrollado, coqueteando intensamente con... un coche». La biógrafa Michelle Morgan comentó que «si alguna vez ha habido un vídeo feliz de Madonna, tiene que ser este», y Daryl Easlea, que le pareció «sencillo, icónico y divertido», resaltó el mensaje de «amor sin complicaciones» que «no podía ser ignorado». Asimismo, señaló que su creciente conocimiento del cine, más la experiencia interpretativa que logró con Desperately Seeking Susan (1985), se habían visto reflejados en su «entusiasta actuación» en el vídeo. Mark Elliott subrayó las referencias a los años cincuenta, en particular el convertible y la cafetería clásica. Un reportero del Record Mirror, que lo describió como «tan lindo como un comercial de barras de chocolate», sintió que era un «regreso bien pulido» a la era de Eisenhower y lo comparó con la «iconografía» de la serie de televisión Happy Days por incluir un «elegante auto de los años cincuenta, un bar de comedor brillante y esos peinados anticuados». Al editor le resultó «curioso» que la cantante, a diferencia de anteriores producciones, compartiera protagonismo en el vídeo con sus coristas, lo cual era habitual en los grupos femeninos de los años sesenta. Christopher Rosa, de VH1, lo consideró uno de los vídeos más subestimados de su carrera, en tanto que Louis Virtel, del canal Logo, lo clasificó en el 46.º de sus 55 mejores videoclips. En noviembre de 2001, los espectadores de Q TV, el canal de música derivado de la revista Q, lo eligieron como el cuarto más destacado de Madonna.
Uno de los temas más comentados fue la nueva imagen de la artista; en este contexto, Carol Clerk declaró que «lucía igual de fresca al rememorar la cultura juvenil del rock and roll de los años cincuenta». Agustín Peña, de la estación de radio mexicana Ibero 90.9, opinó que formaba parte de un look «pin-up», característico en otros vídeos de la cantante, y Augusto Dorado, de La Izquierda Diario, expresó que era una mezcla del personaje Betty Boop con «toques» de Marilyn Monroe, estética que resultó una «marca registrada y se transformó en moda en esos años». Mark Bego subrayó la «colorida actuación» de la cantante y afirmó que se mostraba «guapa, fresca y atractiva» con un peinado hacia atrás y lacado al estilo de Elvis Presley y un conjunto que se asemejaba «a algo que Patti Page habría llevado en los cincuenta». Según Easlea, su estilo renovado pretendía regresar «a la inocencia superficial de la era de Eisenhower, un florecimiento tardío de los valores simples de amor y armonía». El académico Douglas Kellner observó que, al adoptar una moda y actitudes más tradicionales y convencionales, Madonna intentó parecer «más respetuosa» con los roles de género y que su matrimonio con Penn «funcionara», lo cual se reflejó en videoclips de canciones románticas como «True Blue», donde cantaba sobre las «alegrías de la devoción, el compromiso y el amor verdadero».
En opiniones más dispares, el autor Marc Andrews lo describió como «empalagoso». Rettenmund opinó que la realización del vídeo representó una tarea «pesada» para Madonna, dado que, a su parecer, parecía «molesta» por tener que hacerlo, y añadió que era preferible a la versión estadounidense, pero solo porque la cantante salía en ella. Bruce Britt, de Los Angeles Daily News, sintió que la carrera de la cantante se basaba en «resucitar tendencias antiguas» y, en el caso de «True Blue», le pareció un «fragmento» de Happy Days. Más negativo fue Justin Ravitz, del sitio Vulture, quien lo calificó como «indiferente» y el quinto peor vídeo de su carrera. Del mismo modo, los lectores de Rolling Stone lo eligieron como el quinto peor vídeo en la encuesta anual de la revista de 1986, mientras que, para los de la revista británica Smash Hits, fue el menos valorado del año. Según Music & Media, «True Blue» finalizó el año como el vigesimoquinto vídeo más visto de Europa, basado en los cincuenta programas de televisión más importantes de catorce países del continente.

#### Incidente y subastas
El vestido azul claro que lució Madonna en el videoclip fue donado a MTV para una exposición itinerante de recuerdos del rock and roll llamada MTV's Museum of Unnatural History. Cuando la exhibición de MTV llegó al centro comercial Twelve Oaks de Novi (Míchigan) a mediados de julio de 1988, fue sustraído por Krista Maria O'Sada, una residente de diecinueve años, tras haber sido desafiada por sus amigos. O'Sada había forzado la vitrina de plexiglás y abierto el marco que sujetaba el vestido, valorado en 20 000 USD, para robarlo. Chuck Lutz, director de la exposición, calificó el acto como «muy mezquino», y Phil Morosco, director general del centro comercial, aseguró que los guardias de seguridad se encontraban patrullando el lugar cuando se produjo el robo, alrededor de la hora del cierre. Temiendo que la policía la atrapara, O'Sada dejó la prenda entre unos arbustos y, al cabo de unos tres días, cuatro adolescentes la recuperaron en las mismas condiciones en que había sido robada y la devolvieron a las autoridades, quienes, sin embargo, no quedaron convencidas con su versión de los hechos, ya que no parecía sucia ni mojada, a pesar de que la noche del robo había llovido. O'Sada fue arrestada en noviembre de 1988 en Myrtle Beach, donde se había trasladado para trabajar como bailarina. En mayo del año siguiente, se declaró culpable y fue sentenciada a dos años de libertad condicional, a recibir tratamiento psiquiátrico y a pagar 600 USD en costos judiciales.
En el mismo incidente, el Departamento de Policía de Novi también había recuperado el pañuelo azul que la cantante usó en el vídeo y los detectives del caso, Max Roder y Ralph Fluhart, habían escrito una carta a MTV solicitándole que reclamara la prenda; la intención de este último era subastarla y destinar los beneficios a su programa de concienciación sobre las drogas. David Cohn, director de promoción nacional del canal, declaró que era la primera vez que oía hablar sobre el caso y que estudiaría el asunto después de la entrega de premios de la cadena. Finalmente, tras haber permanecido «encerrado en un archivador» y no obtener respuesta alguna del canal, fue subastado entre los residentes de Mount Clemens (Míchigan) por 714 USD a beneficio del club rotario local; desde entonces, se exhibió en el restaurante Mon Jin-Lau de Troy, ubicado en el mismo estado. Por su parte, tras el divorcio de Madonna y Penn en 1989, el Ford Thunderbird que también había aparecido en el vídeo fue donado para una subasta de la Ronald McDonald House Charities, en la que se recaudó 60 000 USD para la organización benéfica.

### Versión estadounidense

#### Anuncio
Impulsada por el éxito en las radios, Madonna se asoció con MTV en octubre de 1986 para patrocinar Make My Video Contest, un concurso en el que se invitaba a los fanáticos de la cantante, así como a aspirantes a productores y directores en general, a crear su propio videoclip de «True Blue» para los Estados Unidos y enviarlo a las oficinas del canal en Broadway (Nueva York). Según un comunicado de la cadena, los vídeos aspirantes debían tener un formato de 3/4 o 1/2 pulgadas y los cinco mejores serían evaluados por un «selecto jurado». Los espectadores podían votar por su favorito por medio de un número de teléfono especial y el que obtuviera la mayor cantidad de votos entraría en la lista de reproducción del canal. Sumado a ello, el ganador viajaría a los estudios en Nueva York, donde Madonna entregaría personalmente un cheque de 25 000 USD en una transmisión en directo. Tras la noticia, MTV dio un plazo de dos semanas y esperaba recibir pocas solicitudes, pero la portavoz, Carole Robinson, afirmó que les llegaron más de mil, razón por la cual la cadena debió posponer el anuncio del ganador y el jurado incrementó el número de finalistas a diez. En total, aceptaron hasta tres mil cintas y las demás fueron directamente rechazadas por los ejecutivos del canal.

#### Desarrollo
Muchos de los espectadores que enviaron sus proyectos utilizaron equipos domésticos y contaban con la participación de ellos mismos, familiares y amigos. Según el publicista de MTV, Peter Danielson, quien había visto personalmente las presentaciones, la mayoría de las cintas había sido producida por adolescentes e incluía imágenes de las admiradoras wannabes de Madonna. Según Gregory Dobrin, de Cash Box, muchos «sorprendieron por su calidad», mientras que otros eran más «cómicos». En este sentido, los trabajos iban desde proyectos semiprofesionales de escuelas de cine hasta «divertidos» vídeos caseros de niños con tutús o adolescentes cantando el tema con vestimenta similar a la de Madonna en la película Desperately Seeking Susan (1985).
Aunado a ello, otros vídeos jugaban con el tema del poder, a menudo en un «nivel de fantasía inalcanzable, pero no inimaginable», tal como lo explicó el académico John Fiske. Por ejemplo, la trama de uno de ellos giraba en torno a unas estudiantes de secundaria que «dominaban y ataban a un maestro que denigraba a Madonna», y la única forma de que este recuperara su libertad era admitiendo la «brillantez» de la artista. Un segundo metraje, que estuvo entre los diez finalistas, utilizaba el amor heterosexual como medio para tratar de manera metafórica la amenaza de guerra nuclear entre los Estados Unidos y la Unión Soviética. En el vídeo, una estadounidense se enamora de un joven soviético y empiezan una relación a distancia, hasta que finalmente se convierten en presidentes de sus respectivos países y previenen una guerra nuclear «inminente» gracias a su amor mutuo. Por último, otro era «menos extremo» y establecía una conexión «mucho más estrecha» entre la admiradora «empoderada» y su vida cotidiana: tras despedir a su novio en una estación de tren, la protagonista se reúne con su mejor amiga y juntas bailan por la calle, compran ropa y se visten con varios trajes influenciados por Madonna, un ejemplo de cómo las relaciones entre chicas se presenta de manera «poderosa».
El 30 de octubre, el canal dedicó todo el día a emitir algunas de las entradas más destacadas, lo que se conoció como «Blue Thursday»; según Lisa A. Lewis, en Gender Politics and MTV (1990), aquello fue una «muestra sin precedentes del compromiso del canal con la participación de los espectadores». Al transmitir el mismo tema «una y otra vez» durante veinticuatro horas, pero en cada ocasión con una interpretación visual diferente, la autora explicó que el acontecimiento creó una «especie de exceso hermenéutico» alrededor de la canción, así como enfatizó el papel de Madonna como «proveedora de múltiples lecturas del público».

#### Finalistas
La cadena seleccionó a diez finalistas por sus «altos valores de producción» y fueron transmitidos en el programa Dial MTV. Lewis notó que los participantes en esta etapa tenían algo de experiencia previa en producción de vídeo o cine y «probablemente esperaban agregar el vídeo del concurso a sus currículos». En este sentido, uno de los proyectos fue dirigido por un operador de cámara con experiencia en la filmación de más de doscientos videoclips, pero cuya «ambición» era dirigir; en cambio, otra de las cintas estuvo a cargo de estudiantes universitarios, todos ellos con bajos presupuestos. Los conceptos utilizados variaron e incluyeron diversas estrategias para interpretar el significado de la canción. Así, tres de los diez finalistas, incluido el ganador, incorporaron un diseño de producción «nostálgico», al estilo de los años 1950, en concordancia con las cualidades musicales y vocales de la canción.
La narrativa sobre el «amor verdadero» constituyó la base de casi todos los proyectos finalistas, aunque de maneras distintas. Por ejemplo, uno de ellos manipulaba imágenes caseras de una boda e invocaba la «cúspide cultural del amor verdadero» al centrarse en el matrimonio, dentro de un contexto generacional más adulto, en lugar de estar enfocado hacia una dirección adolescente. Otro combinaba una visión nostálgica del amor en los años cincuenta con un punto de vista «más cínico y contemporáneo»; en él, la protagonista se enamora de un marinero que se encuentra en alta mar, y sus amigas la animan a que salga con otros muchachos y le presentan varios pretendientes. A diferencia de estos dos anteriores, el tercero de los metrajes, producido por tres estudiantes de la Vassar College, se centraba más en el personaje masculino que en el femenino, por lo que había «muy poca tensión romántica» entre la pareja. Lewis observó que otro grupo que trabajaba el tema del «amor verdadero» era más «idiosincrático» e incluso «aberrante», como era el caso de uno que mostraba a una adolescente preparándose para una cita con su «verdadero amor», pero al final era su padre quien llegaba para llevarla, no su «compañero»; u otro en el que, aunque se usaba el tema del amor heterosexual, «invertía» la historia al mostrar a una pareja discutiendo y peleándose, con planos y tomas coreografiadas que recordaban a los vídeos de «Girls Just Want to Have Fun» (1983), de Cyndi Lauper, y «What's Love Got to Do with It» (1984), de Tina Turner.
El resto de los vídeos finalistas incorporaba otras temáticas que diferían del «amor verdadero»; el primero, dirigido por el operador de cámara, que Lewis consideró la «producción más pulida», se basaba en una escenografía y coreografía elaboradas al estilo de los años cincuenta con el fin de generar interés visual en el espectador. Si bien se insinuaba una atracción heterosexual, no se destacaba a ningún personaje masculino ni femenino. El segundo, el único dirigido por una mujer, operaba dentro de una tradición «más abstracta» de arte en vídeo, es decir que, en lugar de estructurarlo en torno a una línea narrativa, adoptó una técnica de montaje literal; así, mostraba a la directora cantando el tema en primer plano mientras su cabeza, desproporcionadamente grande, estaba «pegada» sobre un cuerpo fuera de proporción y aparecían varias imágenes en el fondo que coincidían con algunos versos de la letra.
Aunque la mayoría de los vídeos fueron dirigidos por hombres, en varios de ellos se implicaba un punto de vista femenino, facilitado por el enfoque de la canción —coescrita e interpretada por una vocalista—, el ritmo de la música pop y el tema romántico. Asimismo, se apreciaban referencias visuales a Madonna, tales como el parecido físico de las protagonistas con la cantante y las similitudes en las narrativas y escenas de Desperately Seeking Susan. Los personajes también imitaban sus vestuarios y looks de la época, como los guantes de encaje, las cadenas en el cuello y el maquillaje cargado, además de copiar expresiones, gestos y bailes que se visualizaban en «Borderline», «Like a Virgin», «Material Girl», «Live to Tell» y «Papa Don't Preach», un ejemplo del «verdadero amor» desde la perspectiva de una admiradora hacia la cantante.

#### Ganadores

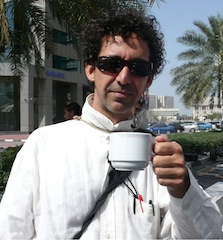
Ángel Gracia (imagen), uno de los ganadores del concurso

Los ganadores del concurso, elegidos en función de su popularidad entre los espectadores, no por la calidad de la producción o la creatividad del concepto, fueron Ángel Gracia —oriundo de Venezuela y residente en Miami— y Clifford Guest —de Lauderhill (Florida)—, cuya cinta se convirtió en el videoclip oficial de «True Blue» en los Estados Unidos. Gracia, que había abandonado sus estudios en cine y televisión, comenzó a elaborar proyectos de bajo presupuesto con otros amigos artistas antes de participar en el concurso. Conoció a Guest durante unas pasantías en una película de terror local de bajo presupuesto y ambos reunieron todos los recursos para hacer posible la filmación; de hecho, Guest y algunos de sus compañeros donaron varios equipos para el proyecto, incluida una steadicam casera, y el padre de uno de los amigos les prestó un Thunderbird descapotable de 1957. Sumado a ello, la Escuela Secundaria Coral Gables de Miami les había cedido todo el departamento de arte dramático del centro y les permitió rodar en el campus. En una entrevista, Gracia recordó que el vídeo estuvo a punto de no superar el proceso de presentación, dado que le había sido devuelto un día antes del plazo sin explicación alguna, por lo que debió viajar con su padre desde Miami a Nueva York y entregarlo personalmente en las oficinas del canal. Según el director, fue con la competición que tuvo la «gran oportunidad» de demostrar lo que podía hacer.
Con un presupuesto de entre 500 y 600 USD, la filmación duró cuatro días y contó con la participación de la hermana pequeña de Gracia, Anabel, y sus dos amigas estudiantes de arte dramático en los papeles principales. Con un estilo noir, el vídeo se rodó en tono sepia, que correspondía con la atmósfera doo wop de los años 1950, y la trama seguía la historia de dos adolescentes enamorados. La indumentaria incluyó faldas de lana, calcetines Bobby y coletas, un aire «retro» que encajaba con el ambiente de la canción, así como escenarios de la época como tiendas de refrescos y fiestas de pijamas. La ambientación de aquella época distancia la historia de amor de la vida contemporánea y retrata «dulcemente» el inocente enamoramiento de los jóvenes. Así, el vídeo muestra cómo un grupo de amigas, que guía y apoya a la protagonista, actúa como intermediario y hace contacto con el chico por ella. Ellas la animan a que se presente en su casa con una flor, un ejemplo de cómo esta acción invierte el patrón habitual de que los hombres entreguen regalos a sus parejas. De acuerdo con Lewis, la lógica del personaje masculino se determina por la imagen femenina del «chico perfecto», al ser atento, lindo y juguetón como un amigo; no obstante, el vídeo lo contrasta con un chico egocéntrico que se aleja de la chica.
| Estaba en shock y paralizado por estar en televisión en vivo por primera vez en mi vida. Sabes, lo extraño es que querían que conociéramos a Madonna en directo, así que no la conocimos hasta que estuvimos al aire. Ella estaba detrás de una pared entre bastidores. [...] Así que el primer impacto es cuando la escuchas y tienes una imagen extraordinaria de la persona, luego, cuando sale, es como esta cosita. Fue algo raro ver a alguien tan grande y tan pequeña al mismo tiempo. —Ángel Gracia sobre su encuentro con Madonna tras ganar el concurso. |

Gracia y Guest viajaron a Los Ángeles y recibieron en manos de Madonna el cheque de 25 000 USD por haber obtenido el primer lugar. Aunque no se consideraba un «verdadero seguidor» de Madonna, Gracia admitió «sentirse a gusto al saber que lo hice bien sin ser fanático»; en cambio, Guest era un «auténtico admirador» y se mostró «más nervioso» que su compañero cuando conoció a la cantante. En la entrega del premio, Madonna retó al dúo a que produjeran su siguiente vídeo por menos de mil dólares. El clip se añadió a la programación de la cadena en la semana del 29 de octubre y, para el 15 de noviembre, ya se encontraba entre los más reproducidos con mayor frecuencia. Incluso, llegó a estar por debajo de «Walk Like an Egyptian», de la banda femenina The Bangles, de los videoclips más vistos del canal.
Ambos continuaron dirigiendo para otros artistas como Tim Scott y, en febrero de 1987, firmaron un contracto exclusivo de un año con la compañía Geffen Records como su equipo de producción interno de videoclips. Michael Rosenblatt, miembro del departamento de A&R de Geffen, estaba buscando formas de realizar vídeos para determinados artistas «sin gastar una fortuna» hasta que vio la producción del dúo y reparó en el bajo presupuesto que habían utilizado, por lo que decidió contratarlos; según Guest, habían demostrado que se podían hacer vídeos «por mucho menos dinero». Para finales de 1991, Gracia ya había realizado más de cuarenta videoclips, entre ellos «Colour of Love», de la banda alemana Snap!, veinte comerciales y dos películas. En una entrevista a Yahoo!, atribuyó a la victoria del concurso el inicio de su carrera cinematográfica, que incluyó, además de múltiples videoclips, el rodaje de anuncios publicitarios y la oportunidad de trabajar con Ridley Scott.

#### Recepción y análisis
Tanto el vídeo ganador como el concurso en sí atrajeron comentarios de críticos y periodistas. Matthew Rettemund la llamó una «obra bien elaborada en blanco y negro», y Gregory Dobrin, de Cash Box, elogió su calidad «tan sorprendente». Un reportero de The Wichita Eagle expresó que fluía «tan bien como la corriente de conciencia de Kafka. Un montaje fluido y pausado en una película deliberadamente granulada es una delicia para la vista». A Mark Elliott, de This Is Dig!, le pareció más un «fragmento en tono sepia de Grease», en tanto que Sebas E. Alonso, de Jenesaispop, de manera similar, sintió que se «aprovechaba de las continuas reposiciones» de Grease. En la encuesta anual de 1986 de la revista Star Hits, los lectores lo eligieron como el peor vídeo. El proyecto de Gracia y Guest contribuyó a la nueva tendencia en la industria de producir videoclips de alta calidad a un bajo costo. Lisa Birnbach, autora de Going to Work (1988), denominó al concurso uno de los «más sensacionales» de MTV, y Lyndsey Parker, de Yahoo!, lo clasificó en el 46.° puesto de los momentos «más memorables» en la carrera de Madonna; en su reseña, destacó la transmisión de las «docenas» de vídeos durante veinticuatro horas como el aspecto más significativo de la promoción y describió el evento como «posiblemente el día de programación más impresionante en la historia de MTV, y uno que nunca volverá a repetirse en la historia del canal». Michelle Woodson, de Entertainment Weekly, opinó que se había llevado a cabo únicamente para que MTV pudiera «mantenerse al día».
Otros autores analizaron la participación del público en el concurso. En ese marco, el académico John Fiske indicó que Make My Video Contest demostró «con qué frecuencia los placeres ofrecidos por Madonna a sus fanáticos se asociaban con momentos de empoderamiento», especialmente cuando en los vídeos imitaban los estilos y apariencias de la cantante como un medio para construir la «identidad social» y las «relaciones sociales»; añadió: «La sensación de empoderamiento que ofrece Madonna está inextricablemente relacionada con el placer de ejercer cierto control sobre los significados de uno mismo, de la sexualidad y de las propias relaciones sociales». Eduardo Viñuela, editor de Bitch She's Madonna (2018), señaló la influencia que tuvo el público «activo y participativo» en el concurso en el éxito de Madonna y MTV. Además, declaró que, si bien los concursos relacionados con la artista eran una expresión más del «impacto» que tenía en la juventud de los ochenta, el que organizó la cadena había resultado «especialmente significativo para la historia del videoclip»; profundizó:

Lo más relevante es que esta iniciativa supone el antecedente de los fanvids que circulan hoy en día en YouTube; miles de videoclips caseros en los que abundaban las referencias a videoclips anteriores o a escenas de Buscando a Susan desesperadamente (1985), con coreografías, gestos y looks de la artista, lo que demuestra que, a estas alturas, el personaje de Madonna había calado en la audiencia. Para entonces, era la reina de MTV y la prensa hablaba de ella como la reina del pop.

## Presentaciones en vivo

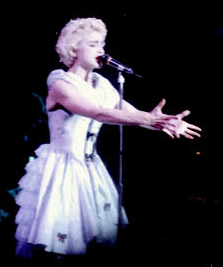
Madonna interpretando «True Blue» en la gira Who's That Girl World Tour (1987)

Madonna interpretó «True Blue» en su segunda gira musical, Who's That Girl World Tour, realizada entre junio y septiembre de 1987; era la tercera canción del repertorio, después de «Lucky Star» y antes de «Papa Don't Preach». Para la presentación, la artista realizó el primer cambio de vestuario del espectáculo, que consistió en un vestido azul de tafetán de seda con enagua al estilo de los años 1950, confeccionado por la diseñadora Marlene Stewart; la crítica señaló que el atuendo encarnaba la «inocencia» de dicha década presente en el «corazón» de la canción. La cantante tenía como propósito dar vida a los diferentes personajes que representaba en sus videoclips, de manera que recreó escenas de «True Blue» durante la actuación en la gira. En ese sentido, tal como en la versión internacional del vídeo, estuvo acompañada de tres coristas —Niki Haris, Donna De Lory y Debra Parsons— quienes aparecían por primera vez en el escenario con atuendos similares y situadas detrás de la artista, mientras hacían los característicos gestos con las manos que hicieron famosas los primeros grupos femeninos. Madonna se mostró con una mirada «tímida» mientras se proyectaban primeros planos del número en una pantalla grande. Shabba Doo, uno de los bailarines y el coreógrafo del concierto, desempeñaba el papel del joven «rebelde» y «rompecorazones» que seducía y trataba de ganarse el afecto de la intérprete; hacia el final, luego de que ambos ejecutaran una rutina de baile, la cantante «recuperaba» a su amante. Mikal Gilmore, de Rolling Stone, calificó el número en general como «simplemente divertido», y Colin Jacobson, de DVD Movie Guide, resaltó la «sombría» transición de «True Blue» y «Papa Don't Preach». La historiadora Mary Gabriel expresó que había sido un «perfecto homenaje a esa era musical anterior», y Robert Matthew-Walker declaró que la cantante «ya no era la estríper de un antro de mala muerte, sino una fiestera presentable para todas las generaciones». La presentación figuró en los videoálbumes Who's That Girl: Live in Japan, filmado en Tokio (Japón) en junio de 1987, y Ciao Italia: Live from Italy, rodado en Turín y Florencia (Italia) en septiembre de ese mismo año.

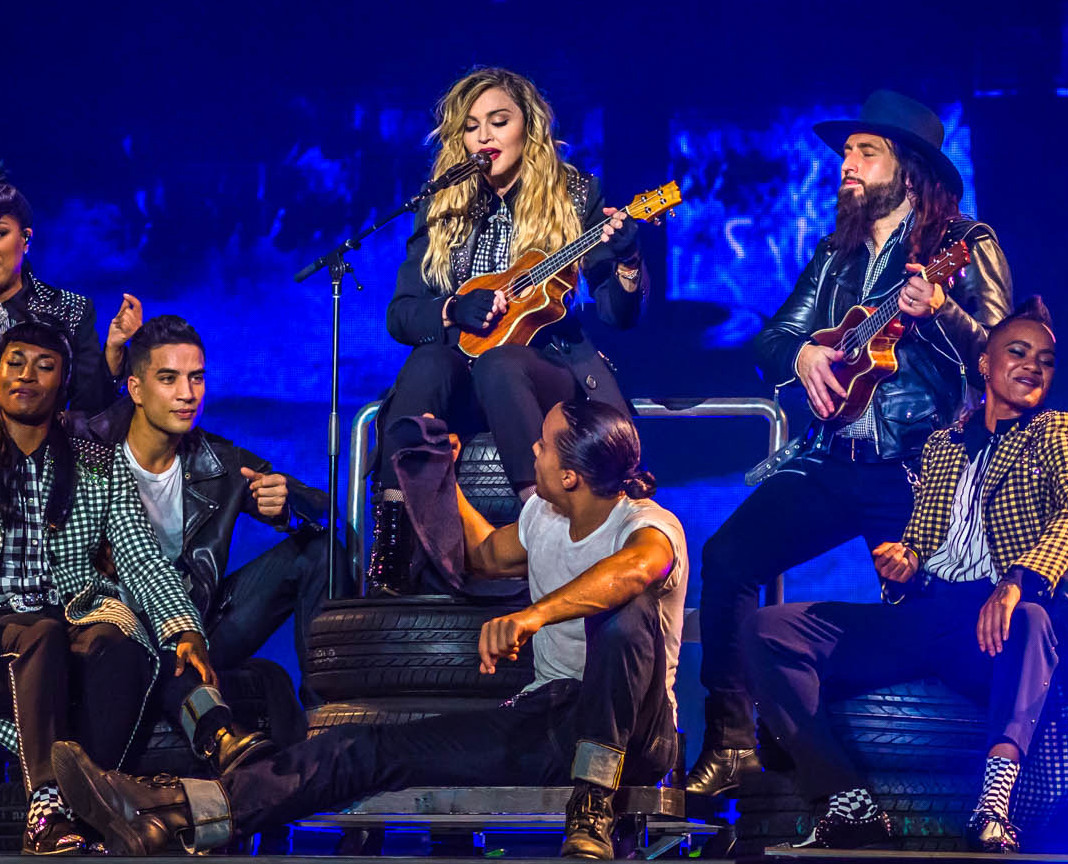
Madonna, acompañada de sus coristas y bailarines, durante una presentación acústica de la canción en el Rebel Heart Tour (2015-2016)

Tras su divorcio con Penn a finales de la década de 1980, Madonna no volvió a interpretar la canción por casi treinta años, hasta que se incluyó en el repertorio de su décima gira, Rebel Heart Tour, realizada entre 2015 y 2016. Formó parte del segundo acto del espectáculo, titulado Rockabilly Meets Tokyo, después de «Body Shop» —de su álbum Rebel Heart— y antes de «Deeper and Deeper» (1992). Para la ocasión, portó una estética inspirada en el rock and roll de los años 1950, diseñada por la italiana Miuccia Prada. Previo a la presentación, declaró al público sentirse «nostálgica» por cantar el tema. Acompañada de sus coristas y bailarines, interpretó una versión acústica con el ukelele sentada sobre una pila de neumáticos en un decorado similar a un taller de reparación de automóviles, una referencia a sus raíces de Detroit, mientras animaba al público a que cantaran con ella. De fondo, las pantallas mostraban imágenes de obras del pintor estadounidense Edward Hopper. La crítica resaltó el ambiente «nostálgico», «íntimo» y «emocionante», así como la voz de Madonna y su versión «fiel» de la canción. Mark Savage, de la BBC, resaltó que «resucitara gemas pasadas por alto» como «True Blue», opinión que compartió Adam Graham, de The Detroit News. De modo similar, Ed Masley, de The Arizona Republic, elogió el hecho de que interpretara nuevamente una de las canciones que «la hicieron tan icónica en primer lugar». Daryl Deino, de Inquistir, y Liz Smith, del New York Social Diary, señalaron que hubo varios fanáticos entre el público «con lágrimas en los ojos» al «finalmente escucharla cantar» el tema. Por último, Michael Lallo, de The Sydney Morning Herald, la consideró la «parte más alegre» de la noche, y Glenn Gamboa, de Newsday, lo denominó el momento «más memorable» del espectáculo en general. Durante el concierto realizado en Brooklyn en septiembre de 2015, dedicó la canción a Debi Mazar, quien se encontraba entre el público cantando. La presentación figuró en el quinto álbum en vivo de Madonna, Rebel Heart Tour (2017), filmado durante los últimos conciertos de la gira realizados en Sídney (Australia).

## Versiones de otros artistas
Una de las primeras versiones fue realizada por el reparto de la serie británica Minipops, que incluyó «True Blue» en el álbum Magic Jukebox de 1986. En 1987, la actriz británica Sally Dynevor, en su papel de Sally Webster en la telenovela Coronation Street, la interpretó como parte de un popurrí con otras canciones para el disco Coronation Street – The Album, publicado por el sello K-Tel. Ese mismo año, una versión de la banda húngara Neoton Família figuró en el disco Disco Party '87, mientras que las cantantes taiwanesas Tracy Huang y Sally Yeh la grabaran para sus respectivos álbumes Paradise in My Heart y Sweet Words, esta última con el título de «衝動» o «Impulse». Al año siguiente, la canción apareció en la película filipina Rosa Mistica, del director Emmanuel Borlaza. La interpretación de la malasia Fauziah Latiff, realizada en 1988, obtuvo una reseña negativa por parte de Anarizga Wen Ahmadin, del New Straits Times, quien reprobó la pronunciación del inglés y calificó su canto como «terrible» y un «desastre». En junio de 1989, la británica Amelia Fletcher cantó el sencillo en el marco del segundo set del concierto Ride en el recinto Jericho Tavern, en Oxford. La banda estadounidense de pop punk Digger grabó la canción para su álbum Powerbait (1996), que Allison Franks, de Consequence, consideró «inesperada», y una reinterpretación a cargo de la agrupación italiana Rocking Chairs, liderada por el compositor Graziano Romani, figuró en el recopilatorio Sparks of Passion: Best and Rarities, publicado por el sello River Nile Records en 2002.
En la película española 20 centímetros (2005), del director Ramón Salazar, Marieta, el personaje principal representado por la actriz Mónica Cervera, canta el tema en una de las escenas oníricas que, en el filme, sirven como un «escape perfecto para la dura realidad que soporta». Una versión en género jazz fue grabada por la cantante filipina Olivia en 2009 para el álbum Gentle Jazz, de la discográfica Ivory Music & Video. El quebequés Martin Levac incluyó su versión en el álbum 1985, lanzado en septiembre de 2015; según el cantante, quería «sorprender» e incorporar un tema de una artista femenina luego de que «todo el mundo» le propusiera «canciones de hombres», y la idea surgió durante un viaje que realizó a Niza: «A orillas del Mediterráneo, el cielo es azul, el mar es azul, y empecé a cantársela a mi esposa repentinamente». Los artistas australianos James Blundell y Tania Kernaghan interpretaron el tema a dúo para el duodécimo álbum del primero, Campfire (2017); según Blundell, buscaba canciones que fueran «ejemplos eclécticos de buena narrativa» como «True Blue». En enero de 2020, durante la octava temporada del programa español Tu cara me suena, la actriz y presentadora Belinda Washington personificó a Madonna y versionó «True Blue» en un número que recreaba el videoclip. El cantautor y productor Darren Hayes, quien nombró a Madonna una de sus «heroínas musicales», incluyó un «ingenioso» fragmento de «True Blue» en el repertorio de su gira Do You Remember?, realizada en 2023, como un popurrí con «I Knew I Loved You» (1999), original del dúo Savage Garden, del cual formó parte.
Otros artistas interpretaron la canción para álbumes tributo a Madonna, tales como la Orquesta Filarmónica Real, que grabó una versión instrumental para Material Girl: RPO Plays Music of Madonna (1998), Lady Veronica para Madonnamania (1998), Samantha Murray, para A Tribute to Madonna (1999), Kylie Minow para Truly Blue (1999), la Starsound Orchestra, para Plays the Hits Made Famous by Madonna (2001), The Gary Tesca Orchestra, para Who's That Girl: The Madonna Story, Vol. 1 (2006), Studio 99, para The Music of Madonna (2006), Sweet Little Band, para el álbum de música infantil Babies Go Madonna (2006), la banda The Tune Robbers, para The Tune Robbers Play the Best of Madonna, Vol. 1 (2008), Strike A Pose, para A Tribute to Madonna, Vol. 1 (2011), la solista Sussan Kameron para Like a Virgin (2012), el dúo femenino de synth pop y new wave Girls on Film, para A Tribute to the Music of Madonna (2012), Robert Brandon, para Madonna New Age (2016), y la cantante italiana Michela Lombardi, para Live to Tell (2017). La reinterpretación del grupo canadiense Winter Gloves, incluida en el álbum homenaje True Blue (2011) de la compañía independiente Paper Bag Records, apareció en el decimosexto puesto de la lista de las mejores versiones indie rock de canciones de Madonna, creada por Scott Lapatine, de la revista en línea Stereogum.

## Lista de canciones y formatos
| 7"  |                                 |          |  |
| N.º | Título                          | Duración |  |
| 1.  | «True Blue» (versión del álbum) | 4:16     |  |
| 2.  | «Ain't No Big Deal»             | 4:12     |  |

| 7" (Japón) |                            |          |  |
| N.º        | Título                     | Duración |  |
| 1.         | «True Blue» (Edit Version) | 3:59     |  |
| 2.         | «Ain't No Big Deal» (Edit) | 3:50     |  |

| 7" (Europa) |                          |          |  |
| N.º         | Título                   | Duración |  |
| 1.          | «True Blue» (Remix/Edit) | 4:22     |  |
| 2.          | «Holiday» (Edit)         | 3:50     |  |

| 7" (1989) |                                 |          |  |
| N.º       | Título                          | Duración |  |
| 1.        | «True Blue» (versión del álbum) | 4:16     |  |
| 2.        | «Live to Tell» (versión de 7")  | 4:37     |  |

| 12" (Reino Unido) |                                      |          |  |
| N.º               | Título                               | Duración |  |
| 1.                | «True Blue» (Extended Dance Version) | 6:37     |  |
| 2.                | «Holiday»                            | 6:08     |  |

| 12" (Europa) / CD (1995) |                             |          |  |
| N.º                      | Título                      | Duración |  |
| 1.                       | «True Blue» (The Color Mix) | 6:37     |  |
| 2.                       | «Holiday»                   | 6:08     |  |

| Maxisencillo (CD, 12", casete) |                             |          |  |
| N.º                            | Título                      | Duración |  |
| 1.                             | «True Blue» (The Color Mix) | 6:37     |  |
| 2.                             | «True Blue» (instrumental)  | 6:56     |  |
| 3.                             | «Ain't No Big Deal»         | 4:12     |  |
| 4.                             | «True Blue» (Remix Edit)    | 4:22     |  |

| Maxi CD, 12", casete (Super Club Mix) (Australia, Japón) |                                      |          |  |
| N.º                                                      | Título                               | Duración |  |
| 1.                                                       | «True Blue» (The Color Mix)          | 6:38     |  |
| 2.                                                       | «Everybody» (Dub Version)            | 8:58     |  |
| 3.                                                       | «Papa Don't Preach» (Extended Remix) | 5:43     |  |
| 4.                                                       | «Everybody» (Extended Version)       | 5:59     |  |
| 5.                                                       | «Live to Tell» (instrumental)        | 5:51     |  |

## Posicionamiento en listas
| País/Continente   | Lista (1986)                   | Posición más alta |
| ----------------- | ------------------------------ | ----------------- |
| Alemania          | Offizielle Deutsche Charts     | 6                 |
| Australia         | Top 50 Singles Chart           | 5                 |
| Austria           | Ö3 Austria Top 40              | 9                 |
| Bélgica (Flandes) | Ultratop 50                    | 2                 |
| Brasil            | ABPD                           | 4                 |
| Canadá            | RPM Top 100 Singles            | 1                 |
| Canadá            | RPM Adult Contemporary         | 2                 |
| Canadá            | The Record                     | 2                 |
| Dinamarca         | IFPI                           | 1                 |
| El Salvador       | UPI                            | 9                 |
| España            | AFYVE                          | 12                |
| Estados Unidos    | Billboard Hot 100              | 3                 |
| Estados Unidos    | Hot 100 Airplay                | 3                 |
| Estados Unidos    | Hot 100 Sales                  | 4                 |
| Estados Unidos    | Hot Adult Contemporary         | 5                 |
| Estados Unidos    | Hot Dance/Disco Singles Sales  | 4                 |
| Estados Unidos    | Hot Dance/Disco Club Play      | 6                 |
| Estados Unidos    | Cash Box Top 100 Singles       | 3                 |
| Estados Unidos    | Cash Box Top Dance Singles     | 5                 |
| Estados Unidos    | Gavin Top 40                   | 2                 |
| Estados Unidos    | Gavin Adult Contemporary       | 3                 |
| Estados Unidos    | Observer-Reporter The Hit List | 4                 |
| Estados Unidos    | R&R Contemporary Hit Radio     | 3                 |
| Estados Unidos    | R&R Adult Contemporary         | 4                 |
| Estados Unidos    | R&R Full Service AC            | 7                 |
| Europa            | European Hot 100 Singles       | 1                 |
| Europa            | European Airplay Top 50        | 1                 |
| Finlandia         | Suomen virallinen lista        | 12                |
| Francia           | SNEP                           | 6                 |
| Francia           | Tubes en France                | 2                 |
| Irlanda           | IRMA                           | 1                 |
| Islandia          | RÚV                            | 4                 |
| Italia            | Musica e dischi                | 3                 |
| Japón             | Oricon                         | 78                |
| Nueva Zelanda     | RMNZ                           | 3                 |
| Países Bajos      | Dutch Top 40                   | 4                 |
| Países Bajos      | Single Top 100                 | 4                 |
| Polonia           | LP3                            | 2                 |
| Reino Unido       | Melody Maker                   | 1                 |
| Reino Unido       | NME                            | 1                 |
| Reino Unido       | UK Singles Chart               | 1                 |
| Reino Unido       | Top Dance Singles              | 1                 |
| Reino Unido       | Top Twelve Inch                | 1                 |
| Singapur          | Rediffusion Singapore          | 1                 |
| Sudáfrica         | Springbok Radio                | 3                 |
| Suecia            | Sverigetopplistan              | 18                |
| Suiza             | Schweizer Hitparade            | 6                 |

| País/Continente | Lista (1986-1987)               | Posición |
| --------------- | ------------------------------- | -------- |
| Australia       | Top 50 Singles Chart            | 45       |
| Bélgica         | Ultratop 50                     | 29       |
| Canadá          | RPM Top 100 Singles             | 37       |
| Estados Unidos  | Billboard Hot 100               | 76       |
| Estados Unidos  | Cash Box Top 100 Singles        | 45       |
| Estados Unidos  | Gavin Top 40                    | 27       |
| Estados Unidos  | Gavin Adult Contemporary        | 46       |
| Estados Unidos  | Hits Top Fifty Singles          | 19       |
| Estados Unidos  | Observeer-Reporter The Hit List | 67       |
| Estados Unidos  | R&R Contemporary Hit Radio      | 51       |
| Estados Unidos  | R&R Adult Contemporary          | 58       |
| Estados Unidos  | R&R Full Service AC             | 62       |
| Europa          | European Hot 100 Singles        | 33       |
| Francia         | SNEP                            | 34       |
| Francia         | Tubes en France                 | 26       |
| Nueva Zelanda   | RMNZ                            | 39       |
| Países Bajos    | Dutch Top 40                    | 43       |
| Países Bajos    | Single Top 100                  | 19       |
| Reino Unido     | UK Singles Chart                | 11       |
| Reino Unido     | Top Dance Singles               | 19       |

## Certificaciones y ventas
| País (organismo certificador) | Certificación | Unidades certificadas/Ventas |
| ----------------------------- | ------------- | ---------------------------- |
| Australia (ARIA)              | Platino       | 70 000                       |
| Estados Unidos (RIAA)         | Oro           | 500 000                      |
| Francia (SNEP)                | Plata         | 300 000                      |
| Japón                         | —             | 5170                         |
| Reino Unido (BPI)             | Plata         | 557 000                      |

## Créditos y personal

### Dirección
- Grabación en Channel Recording (Los Ángeles)
- Mezcla en Master Control (Burbank)
- Masterización en Future Disc (Hollywood)

### Personal
- Madonna: voz, coros, composición, producción
- Stephen Bray: composición, producción, batería, teclados
- Bruce Gaitsch: guitarra rítmica
- Fred Zarr: teclados adicionales
- Siedah Garrett: coros
- Edie Lehmann: coros
- Michael Verdick: ingeniería, mezcla
- Dan Nebenzal: asistente de mezcla
- Steve Hall: masterización
- Shep Pettibone: remezcla, producción adicional
- Herb Ritts: fotografía
- Jeri McManus: diseño

Créditos adaptados de las notas del vinilo de 7" de «True Blue» y del CD del álbum.

### En español
- Falconi, Francesco (2017). Loco por Madonna. La Reina del Pop. Babelcube Inc. ISBN 150717795X.
- Flores, Los Prieto; Muguruza, Isa (2021). Madonna. Una biografía. España: Penguin Random House Grupo Editorial. ISBN 978-84-17809-82-9.
- Salaverri, Fernando (2005). Sólo éxitos: año a año, 1959–2002. España: Fundación Autor-SGAE. ISBN 84-8048-639-2.
- Viñuela, Eduardo, ed. (2018). Bitch She's Madonna: La reina del pop en la cultura contemporánea. Dos Bigotes. ISBN 978-84-947963-3-3.

### En finés
- Alanen, Antti (1992). Sähköiset unet: Musiikkivideot : miten taiteesta tuli pop. Helsinki: Valtion painatuskeskus. ISBN 9513708373.
- Pennanen, Timo (2021). Sisältää hitin (PDF). Otava. ISBN 978-952-7460-01-6.

### En inglés
- Andersen, Christopher (1991). Madonna, unauthorized. Simon & Schuster. ISBN 0-671-73532-2.
- Andrews, Marc (2022). Madonna Song by Song. Fonthill Media LLC. ISBN 978-1-78155-844-7.
- Bego, Mark (1992). Madonna: Blonde Ambition. Harmony Books. ISBN 0-517-58242-2.
- Birnbach, Lisa (1988). Going to Work. Villard Books. ISBN 0-394-75874-9.
- Briggs, J. J. (2003). From Roberta Flack to Boy George: Last Fantastic Albums Ever Made. 1st Book Library. ISBN 1-4107-0916-7.
- Bronson, Fred (2003). Billboard's Hottest Hot 100 Hits (3.ª edición). Billboard Books. ISBN 0-8230-7738-1.
- Clerk, Carol; Appel, Stacey (2012). Madonna Style. Omnibus Press. ISBN 978-1-78038-152-7.
- Dean, Maury (2003). Rock 'n' Roll Gold Rush: A Singles Un-Cyclopedia. Algora Publishing. ISBN 0-87586-207-1.
- Dicker, Chris (2017). Madonna Biography: The Sex Symbol of The Music Industry Revealed. Smashwords.
- Du Noyer, Paul, ed. (1999). The Encyclopedia of Singles. Parragon. ISBN 0-75253-337-1.
- Easlea, Daryl; Fiegel, Eddi (2012). Madonna: Blond Ambition. Backbeat Books. ISBN 978-1-61713-034-2.
- Gabriel, Mary (2023). Madonna: A Rebel Life. Hachette Book Group. ISBN 978-0-316-45644-9.
- Gnojewski, Carol (2017). Madonna: Fighting for Self-Expression. Enslow Publishing, LLC. ISBN 9780766095526.
- Gorlinski, Gini, ed. (2010). The 100 Most Influential Musicians of All Time. Britannica Educational Publishing. ISBN 978-1-61530-006-8.
- Havranek, Carrie (2009). Women Icons of Popular Music: The Rebels, Rockers, and Renegades. Greenwood Icons 2. Greenwood Press. ISBN 978-0-313-34083-3.
- Heatley, Michael; Lester, Paul; Roberts, Chris (1999). The Encyclopedia of Albums. Parragon. ISBN 0-75253-336-3.
- Hermes, Will; Michel, Sia, eds. (2005). Spin: 20 Years of Alternative Music: Original Writing on Rock, Hip-Hop, Techno, and Beyond. Three Rivers Press. ISBN 0-307-23662-5.
- Kellner, Douglas (1995). Media Culture: Cultural Studies, Identity and Politics Between the Modern and the Postmodern. Routledge. ISBN 0-415-10569-2.
- King, Norman (1991). Madonna: The Book. William Morrow and Company. ISBN 0-688-10389-8.
- Lewis, Lisa A. (1990). Gender Politics and MTV: Voicing the Difference. Temple University Press. ISBN 0-87722-693-8.
- Lloyd, Frank (1993). Deconstructing Madonna. B. T. Batsford Ltd. ISBN 0-7134-7402-5.
- Marcovitz, Hal (2010). Madonna. Chelsea House Publishers. ISBN 978-1-60413-859-7.
- Marsh, Dave (1989). The Heart of Rock & Soul: The 1001 Greatest Singles Ever Made. New American Library. ISBN 0-452-26305-0.
- Matthew-Walker, Robert (1991). Madonna: The Biography. Pan Books. ISBN 0-330-31482-3.
- Metz, Allen; Benson, Carol, eds. (1999). The Madonna Companion: Two Decades of Commentary. Schirmer Books. ISBN 0-02-864972-9.
- Morgan, Michelle (2015). Madonna. Robinson. ISBN 978-1-47211-886-8.
- Morton, Andrew (2001). Madonna. St. Martin's Press. ISBN 0-312-28786-0.
- Nance, Scott (1993). Music You Can See: The MTV Story. Pioneer Books. ISBN 978-1-55698-355-9.
- O'Brien, Lucy (2007). Madonna: Like an Icon. HarperCollins. ISBN 0-06-089896-8.
- Pollock, Bruce (2005). The Rock Song Index: The 7500 Most Important Songs for the Rock and Roll Era (2.ª edición). Routledge. ISBN 0-415-97073-3.
- Rees, Dafydd; Lazell, Barry; Osborne, Roger (1995). Forty Years of NME Charts (2.ª edición). Pan Macmillan. ISBN 0-7522-0829-2.
- Rettenmund, Matthew (1995). Encyclopedia Madonnica. St. Martin's Press. ISBN 0-312-11782-5.
- Rolling Stone Press (1997). Madonna: The Rolling Stone Files. Hyperion. ISBN 0-7868-8154-2.
- Rooksby, Rikky (2004). The Complete Guide to the Music of Madonna. Omnibus Press. ISBN 978-0-7119-9883-4.
- Sexton, Adam, ed. (1993). Desperately Seeking Madonna: In Search of the Meaning of the World's Most Famous Woman. Delta Books. ISBN 0-385-30688-1.
- Sickels, Robert C., ed. (2013). 100 Entertainers Who Changed America: An Encyclopedia of Pop Culture Luminaries 2. Bloomsbury Publishing. ISBN 978-1-59884-830-4.
- Sullivan, Caroline (2014). Madonna: Ambition. Music. Style. Carlton Books Limited. ISBN 978-1-78097-563-4.
- Taraborrelli, J. Randy (2002). Madonna: An Intimate Biography. Berkley Books. ISBN 0-425-18669-5.
- Victor, Barbara (2001). Goddess. Cliff Street Books. ISBN 0-06-019930-X.
- Weisbard, Eric; Marks, Craig, eds. (1995). Spin Alternative Record Guide. Vintage Books. ISBN 0-679-75574-8.
- Whitburn, Joel (2007). Joel Whitburn Presents Billboard Top Adult Songs 1961-2006 (4.ª edición). Record Research. ISBN 978-0-89820-169-7.